# レーディングハウゼン

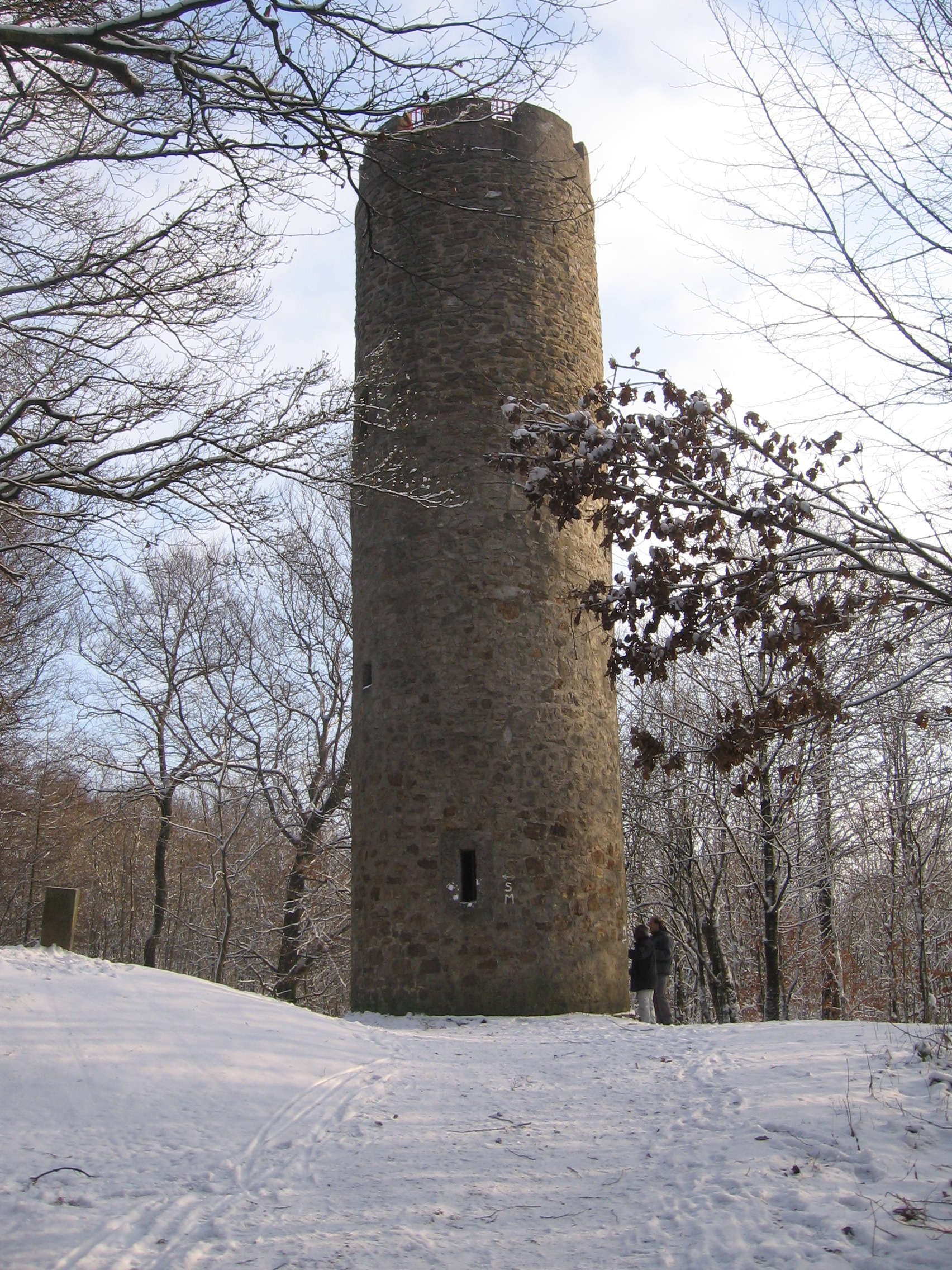
ノンネンシュタインの展望塔

レーディングハウゼン (ドイツ語: Rödinghausen,  、低地ドイツ語: Ränghiusen) は、ドイツ連邦共和国ノルトライン＝ヴェストファーレン州北東部のヘルフォルト郡に属す町村（以下、本項では便宜上「町」と記述する）である。ビーレフェルトの北約 30 km にあたる。人口約 1 万人のレーディングハウゼンは、デトモルト行政管区に属すヘルフォルト郡で最小の市町村である。この町が現在の町域となったのは、1969年に旧アムト・レーディングハウゼンの町村が合併した後のことである。しかし肥沃なラーフェンスベルガー地方にあたる現在の町域には、851年にはすでに集落が文献に登場している。

## 地理

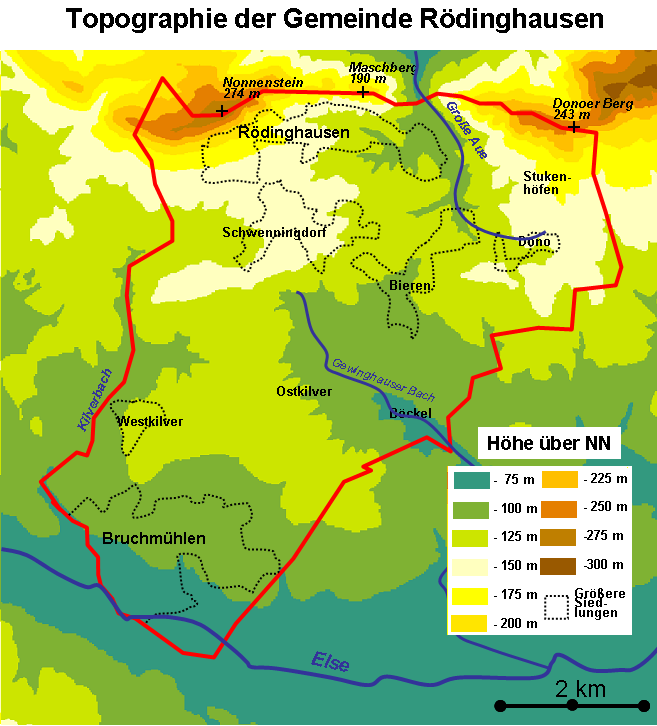
レーディングハウゼンの地形図

### 位置
レーディングハウゼンは、ヴィーエン山地の南周縁部にあたるラーフェンスベルガー丘陵に位置している。最寄りの大都市は、30 km 南に位置するビーレフェルトと 32 km 西に位置するオスナブリュックである。ヴィーエン山地の尾根が主に町の北側の町境をなしている。ヴィーエン山地の尾根の北側にあるエッゲタールのごく一部（ゲーレ）がレーディングハウゼンに含まれる。町の北東部のノンネンシュタインは海抜 274 m で、町内の最高地点である。最も北東に位置するドノアー・ベルゲの高さは海抜 243 m である。この山は、町境の外側、わずかに北東の位置で再び高度を増し、海抜289 m の山頂に達する。ヴィーエン山地は北から南に向かって緩やかに下っている。エルゼ川の谷が海抜 68 m で町内の最低地点である。レーディングハウゼン地区の教会は海抜 150 m の場所に建っている。

### 水域
数多くの小さな川が町域を流れ、主にエルゼ川に合流している。エルゼ川は、南西の町境の一部をなし、西から東に数百メートルの間町内を通っている。町内を流れる最も大きなエルゼ川支流は、キルファーバッハ川またはコルバッハ川で、後者はレーディングハウゼンの西の町境を形成している。ビーレン地区やシュヴェンニングドルフ地区を流れる小川の一部は、ほとんど認識されることのない分水界の北側にあり、グローセ・アウエ川に流れ込む。グローセ・アウエ川はレーディングハウゼン＝ビーレンから湧出し、地元ではノイアー・ミューレンバッハ川とも呼ばれる。エルゼ川とは対照的に、グローセ・アウエ川はヴィーエン山地の南側ではなく、北側でヴェーザー川に合流する。グローセ・アウエ川は自らが造ったヴィーエン山地の切れ目の谷を通ってシュヴェンニングドルフ＝ノイエ・ミューレからこの町を離れ、ホルツハウゼンの町域に向かう。この谷が貫通する前はグローセ・アウエ川も南に向かって流れていた。東部ではゲヴィングハウゼン・バッハ川がドノー付近の水を排水しており、エルゼ川に流れ込む。南部のビーレン、シュヴェンニングドルフ、オストキルファーを通ってダルミューレンバッハが流れている。この川はグート・ベッケルの堀をなしている。最も北西部のヴィーエン山地のごく一部はグリューナー・ゼー湖を経由してフンテ川に排水される。

### 地質学
町域はヴィーエン山地の高地と南部のラーフェンスベルガー盆地に属しエルゼ川の谷に囲まれた平らな部分とに分けられる。
尾根状のヴィーエン山地は長く延びた森に覆われた山地で、街道とグローセ・アウエ川の谷によって分断されている。レーディングハウゼンでは、尾根はジュラ紀後期（マルム統）の堅く白みがかったヴィーエン山地砂岩で形成されている。南に向かって、ジュラ紀の砂岩層であるヘールズンマー層、オルナーテントーネ、ジュラ紀中期（ドッガー統）の石灰を含んだコルンブラーシュ砂岩の順に並んでいる。ビーレン＝ドーノには砂岩の採石場が設けられた。急勾配で岩の多い斜面では、ブナの生育や、草・苔の生育は限られている。数多くの小川が湿った水源盆地から湧出し、V字谷（ジーペン）に流れ込んだ後、たとえばシュヴェンニングドルフのヴィーゼ川の谷のように幅の広い床谷を蛇行して行く。
町域の広い部分がラーフェンスベルガー盆地に属している。ラーフェンスベルガー盆地は、海抜 50 m から 140 m の範囲で緩やかに波打つ丘陵地である。特徴的なのは、人の手によって形成された谷（ジーケ）で、しばしば脆弱な土地に突然深く切れ込んでいる。ジーケが設けられる以前の特徴を持つV字谷も森（たとえばフォスホルツ）の中に残されている。地下は、水を通さないジュラ紀前期（ライアス統）の地盤（粘板岩）である。これは約1億8000万年前の海底で、ここからアンモナイト、巻き貝、二枚貝の化石が見つかる。粘土は希に地表に現れており、ヴェストキルファーではレンガ造りに使われている。ヴュルム氷期には、レーディングハウゼンを 5 m ほどの黄土層が覆っていた。黄土は多孔質で保水能を持ち、軽く、容易に褐色土に変えることができる。石灰分に乏しく、氷河時代からの迷子石が多くあるものの、全体的には極めて肥沃な耕作地に属している。エルゼ川の谷は、オスナブリュックからポルタ・ヴェストファーリカに至る氷河谷のエルゼ＝ヴェレ低地の一部である。エルゼ川両岸の段丘では、肥沃な黄土が流され、砂、ローム、玉石が堆積している。しかし一部は、氷堆石やライアス粘土岩といった古い谷の層が現れている。直線化され、堤防で囲まれたエルゼ川に沿いに草地が延びている。以前蛇行していた川は定期的に氾濫し、このため 2 m 及ぶローム層で覆われていた。
レーディングハウゼンは、地熱ゾンデや地熱ポンプを用いた地熱利用に、中程度に、ただし北の高地へ向かうほど良好に適している。

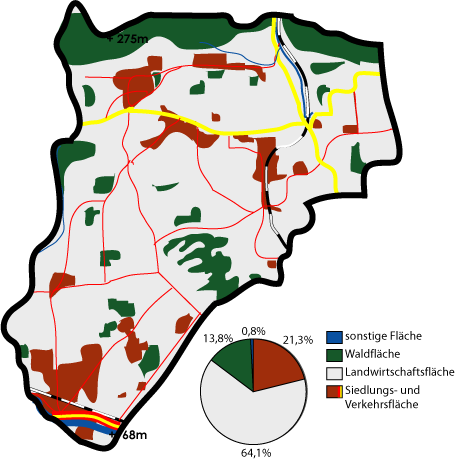
レーディングハウゼンの土地利用図。緑が森林、赤が住宅・交通用地、白が農業用地である。

### 地域の広がりと土地利用
町の面積は 36.27 km2 である。南北軸の最大長は約 7.9 km（ブルーフミューレンからレーディングハウゼン＝ゲーレ）、東西軸のそれは約 7 km（レーディングハウゼン＝キルファーバッハタールからビーレン＝ドーノ）である。
最大の森は北部のレーディングハウゼン地区、シュヴェンニングドルフ地区、ビーレン地区にまたがるヴィーエン山地の斜面にある。この森は、主にオーク＝セイヨウシデの森である。しかし、森に覆われているのは町全体のわずかな部分である。山地部分を除けば、町の多くの部分は農業に利用されており、森はほとんどない。唯一の記述すべき森としては、グート・ベッケル周辺のフォスホルツである。土地は黄土の土壌で肥沃である。主には小規模な農場で穀物やトウモロコシが栽培されており、菜種の栽培も増えている。湿ったジーケは牧草地として利用されている。以下の表に2012年12月31日現在の土地利用の詳細を示す。
| 用途別土地面積 | 住宅・交通用地 | 農業用地 | 森林   | その他 |
| -------------- | -------------- | -------- | ------ | ------ |
| 面積 (ha)      | 797            | 2,298    | 501    | 29     |
| 占有率         | 22.0 %         | 63.4 %   | 13.8 % | 0.8 %  |

### 隣接する市町村
レーディングハウゼンに隣接する市町村は、南が中級中心都市ビュンデ、西と南西がニーダーザクセン州のメレ、北のヴィーエン山地を越えた側がミンデン＝リュベッケ郡に属すプロイシシュ・オルデンドルフである。南では、ニーダーザクセンのメレ市ブルーフミューレン市区とレーディングハウゼンのブルーフミューレン地区がエルゼ川によって隔てられている。ミンデン＝リュベッケ郡のヒュルホルストとの間にも極めて短い町境が存在する。この町境はレーディングハウゼンの北東端にあたるビーレン＝ドーノ付近にある。

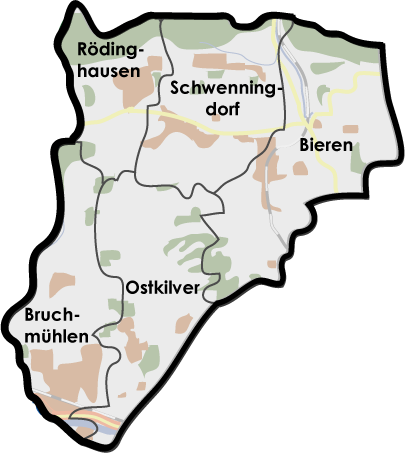
レーディングハウゼンの地区地図

### 町の構成
レーディングハウゼンは、1969年1月1日に市町村合併が発効するまでは独立した町村であった 5 つの地区で構成されている。人口が最も多いのは、南西に位置するブルーフミューレン地区（1969年まではヴェストキルファーという名称であった）である。北西部に行政機関が置かれているレーディングハウゼン地区、北部にシュヴェンニングドルフ地区、北東に面積が最も広いビーレン地区がある。南東部にはオストキルファー地区がある。
| 地区                   | 人口（人） | 面積 (ha) |
| ---------------------- | ---------- | --------- |
| レーディングハウゼン   | 1,644      | 455.4     |
| ブルーフミューレン     | 3,378      | 679.8     |
| ビーレン               | 1,299      | 954.4     |
| オストキーファー       | 1,876      | 792.6     |
| シュヴェンニングドルフ | 2,356      | 744.9     |
| 計                     | 10,553     | 3,627     |

### 気候
レーディングハウゼンは温和な中央ヨーロッパ気候区に位置している。気候は中央ヨーロッパの海洋性気候から大陸性気候への移行地域に位置する事やヴィーエン山地沿いの 150 m の高度により、主に西風である。レーディングハウゼンの年間平均気温は 8.5 ℃である。最も温かい月は 7月と 8月で平均気温はそれぞれ 16.7 ℃および 16.3 ℃である。また、最も寒いのは 1月と 2月で 0.3 ℃と 0.8 ℃が平均値である。最も降水量が多いのは 8月の平均 82 mm、最も少ないのは 2月と 4月の 52 mm である。月間降水量の変動はわずかである。0.1 mm 以上の降水がある日は 201日、年間降水量は 751 mm でドイツ連邦全体の平均を下回る。この地域の長期平均日照時間は（1961年 - 1990年）1473時間（ヘルフォルト測候所）である。レーディングハウゼンの気候は総じて穏やかな中低山地の気候を示す。レーディングハウゼンは高地にあることから、年間平均気温は近隣のヘルフォルトに比べ約 1℃、エルゼ川沿いの低地に比べ約 0.5℃低い。町の北部が雪でも、南部では雨が降る場合もある。冬はおおむね穏やかで、夏は比較的暑い。風向きは主に西風または南西風で、この風が大西洋から一年を通じて一定の降水をもたらしている。夏の降水量は冬に比べやや多い。上述の風向きのため、トイトブルクの森の風上側のような山腹を気流が上昇する際の激しい雨（雪）は多くない。むしろ、ヴィーエン山地（北）、オスニング（南）、メラー山（東）に囲まれた地形のため、ヘルフォルトに比べて降水量が少ない気候である。その降水量の違いは年間 50 mm 程度である。年間を通じて湿度は高い。以下の表に長期の平均気象データを示す。
| レーディングハウゼンの長期平均気象データの気候 | レーディングハウゼンの長期平均気象データの気候 | レーディングハウゼンの長期平均気象データの気候 | レーディングハウゼンの長期平均気象データの気候 | レーディングハウゼンの長期平均気象データの気候 | レーディングハウゼンの長期平均気象データの気候 | レーディングハウゼンの長期平均気象データの気候 | レーディングハウゼンの長期平均気象データの気候 | レーディングハウゼンの長期平均気象データの気候 | レーディングハウゼンの長期平均気象データの気候 | レーディングハウゼンの長期平均気象データの気候 | レーディングハウゼンの長期平均気象データの気候 | レーディングハウゼンの長期平均気象データの気候 | レーディングハウゼンの長期平均気象データの気候 |
| 月                                             | 1月                                            | 2月                                            | 3月                                            | 4月                                            | 5月                                            | 6月                                            | 7月                                            | 8月                                            | 9月                                            | 10月                                           | 11月                                           | 12月                                           | 年                                             |
| ---------------------------------------------- | ---------------------------------------------- | ---------------------------------------------- | ---------------------------------------------- | ---------------------------------------------- | ---------------------------------------------- | ---------------------------------------------- | ---------------------------------------------- | ---------------------------------------------- | ---------------------------------------------- | ---------------------------------------------- | ---------------------------------------------- | ---------------------------------------------- | ---------------------------------------------- |
| 日平均気温 °C （°F）                           | 0.3 (32.5)                                     | 0.8 (33.4)                                     | 4.0 (39.2)                                     | 7.7 (45.9)                                     | 12.1 (53.8)                                    | 15.0 (59)                                      | 16.7 (62.1)                                    | 16.3 (61.3)                                    | 13.4 (56.1)                                    | 9.1 (48.4)                                     | 5.0 (41)                                       | 1.9 (35.4)                                     | 8.6 (47.5)                                     |
| 降水量 mm （inch）                             | 65 (2.56)                                      | 52 (2.05)                                      | 53 (2.09)                                      | 52 (2.05)                                      | 57 (2.24)                                      | 65 (2.56)                                      | 80 (3.15)                                      | 82 (3.23)                                      | 62 (2.44)                                      | 64 (2.52)                                      | 55 (2.17)                                      | 64 (2.52)                                      | 751 (29.57)                                    |
| 平均降水日数                                   | 19.6                                           | 16.8                                           | 14.4                                           | 15.6                                           | 15.6                                           | 14.2                                           | 17.7                                           | 17.6                                           | 14.9                                           | 16.0                                           | 19.3                                           | 19.9                                           | 201.6                                          |
| 出典：Schüttler, A                             |                                                |                                                |                                                |                                                |                                                |                                                |                                                |                                                |                                                |                                                |                                                |                                                |                                                |

## 歴史
現在のレーディングハウゼン町を含む地域の歴史は、個別の事件によって形成されたというよりもむしろ、住民たちの生活基盤を何度も変えながらゆっくり発展してきたものであるといえる。従って、これ以後は特に発展の道筋を手がかりにして歴史を記述する。現在のレーディングハウゼンの町の歴史は、1888年以降自治体連合体アムト・レーディングハウゼンに属していた5町村が1969年に合併したことに始まる。しかし、いくつかの集落はこれよりもずっと古い歴史を有している。

### 原始とザクセン人入植地、804年まで
レーディングハウゼンはラーフェンスベルガー地方の開拓地に属していた。肥沃な黄土の土壌により、古い入植地の一つに数えられる。この集落は中世初期までは文献で遡ることができるが、明らかにそれよりも古い入植地の痕跡が遺されている。石斧や石槍の穂先といった出土品は、新石器時代（紀元前5000年から紀元前2000年頃）には猟師や漁夫がこの地域に定住していたことを示している。ローマの歴史著述家タキトゥスによれば、紀元前後（1年から紀元400年頃）この地域にはケルスキ族が定住していた。このザクセン人部族は民族移動時代（400年から500年頃）にこの地から逐われた。現在の町域にはこれに替わってザクセン人のエンゲルン族が住み着いた。エンゲルン族は、現在レーディングハウゼンの教会が建っている丘の上にあった礼拝所でゲルマン信仰の儀式を行っていたと推測される。

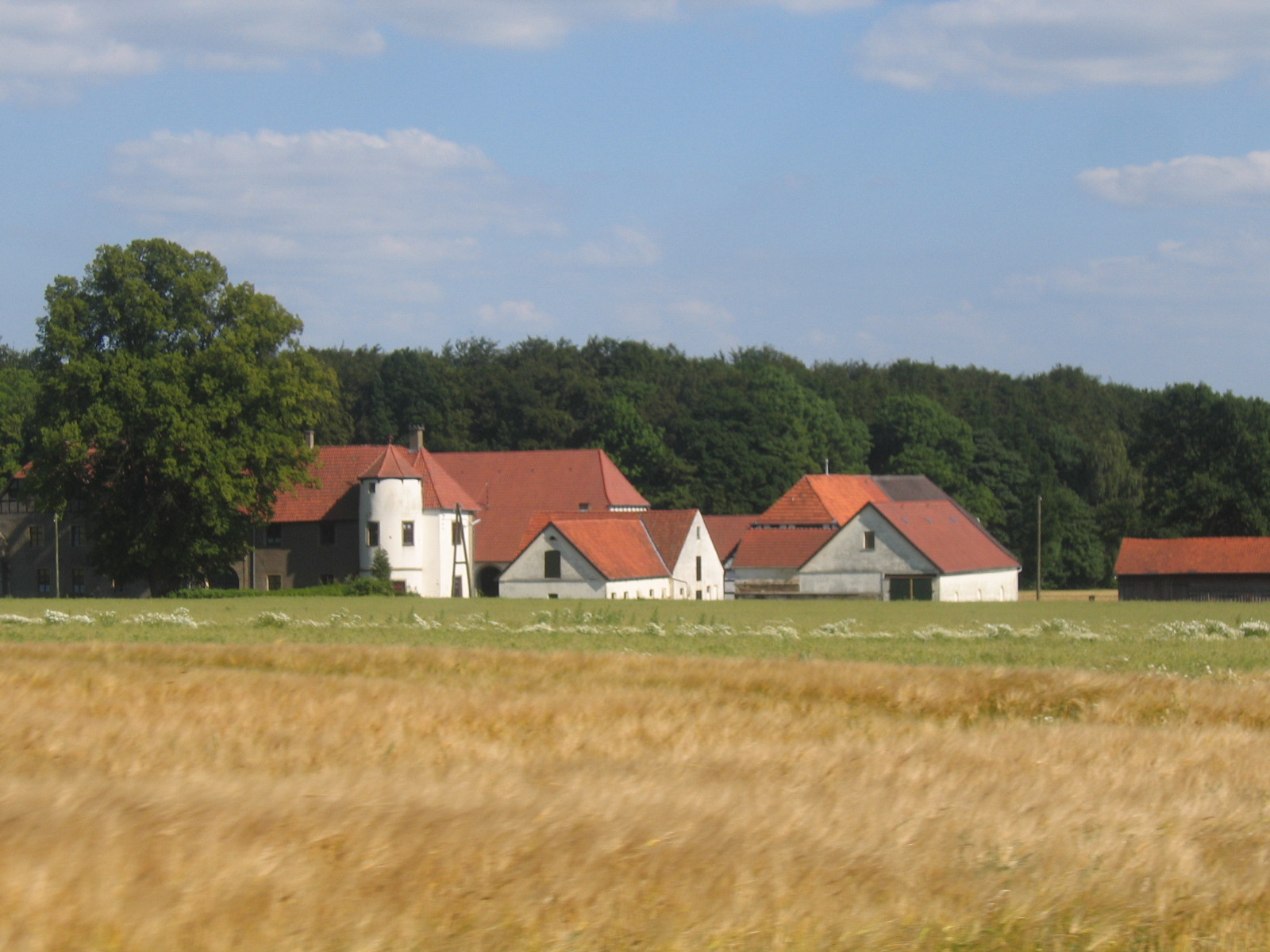
レーディングハウゼンの萌芽となったハウス・キルファー

### フランク人支配と中世、1450年まで
ヴィドゥキント公に率いられたエンゲルン族は、772年から804年までのカール大帝率いるフランク人との戦いに敗れ、その宗教を捨て、強制的な洗礼を受け、850年頃に最初の木造教会を旧礼拝所跡に建設した。フランク人は支配地域にガウ (ドイツの行政区画)の伯を配置し、王領の管理運営に充らせた。こうした王領の一つがレーディングハウゼンのハウス・キルファー（かつてはヴィラ・キルヴェリと呼ばれていた）であった。この荘園は推定創設年から数十年を経た851年に初めて文献に記録されているが、これがレーディングハウゼンの中核部に関する最も古い文献史料である。この史料の中でドイツ人王ルートヴィヒは、822年頃にルートヴィヒ敬虔王がヘルフォルトに創設した女子修道院にハウス・キルファーを寄贈すると記している。シュヴェンニングドルフは、1088年にオスナブリュックの司教の手紙に初めて記述されている。この集落はおそらく、その創設者シュヴァネキン (Swanekin) にちなんで、初めはシュヴァネキンドルプと呼ばれていた。後に、ヘルフォルト近郊の山の修道院の徴税簿にごく小さな集落としてビーレン（当時の記述は、4つの農園があるベーレン）、キルファー（ケルファー、3つの農園）、レーディングハウゼン（荘園管理役所、2つの農園）が記録されている。レーディングハウゼンは1147年に初めて記録されている。レーディングハウゼンは、創設者ローデラート (Rhoderat) にちなんで初めはローデラーツハウゼンと呼ばれていた。命名に関するもう一つの説に、現在のメレにあったグレーネガウ (Grönegau) のフロートラート (Hrodrad) にちなんだとする説がある。語尾の –inghausen は森に覆われた山の近くの場所であることを示している。1150年にはオストキルファーも、オスナブリュック司教とテックレンブルク伯との売買契約書に記録されている。12世紀にビーレンも初めて記録された。ビーレンは beara に由来する地名で、これは果実の豊かな森を示している。ヴェストキルファーはヘルフォルト参事会の徴税簿に、1308年に初めて記録されており、公式の記録上ではこの町で最も新しい集落である。

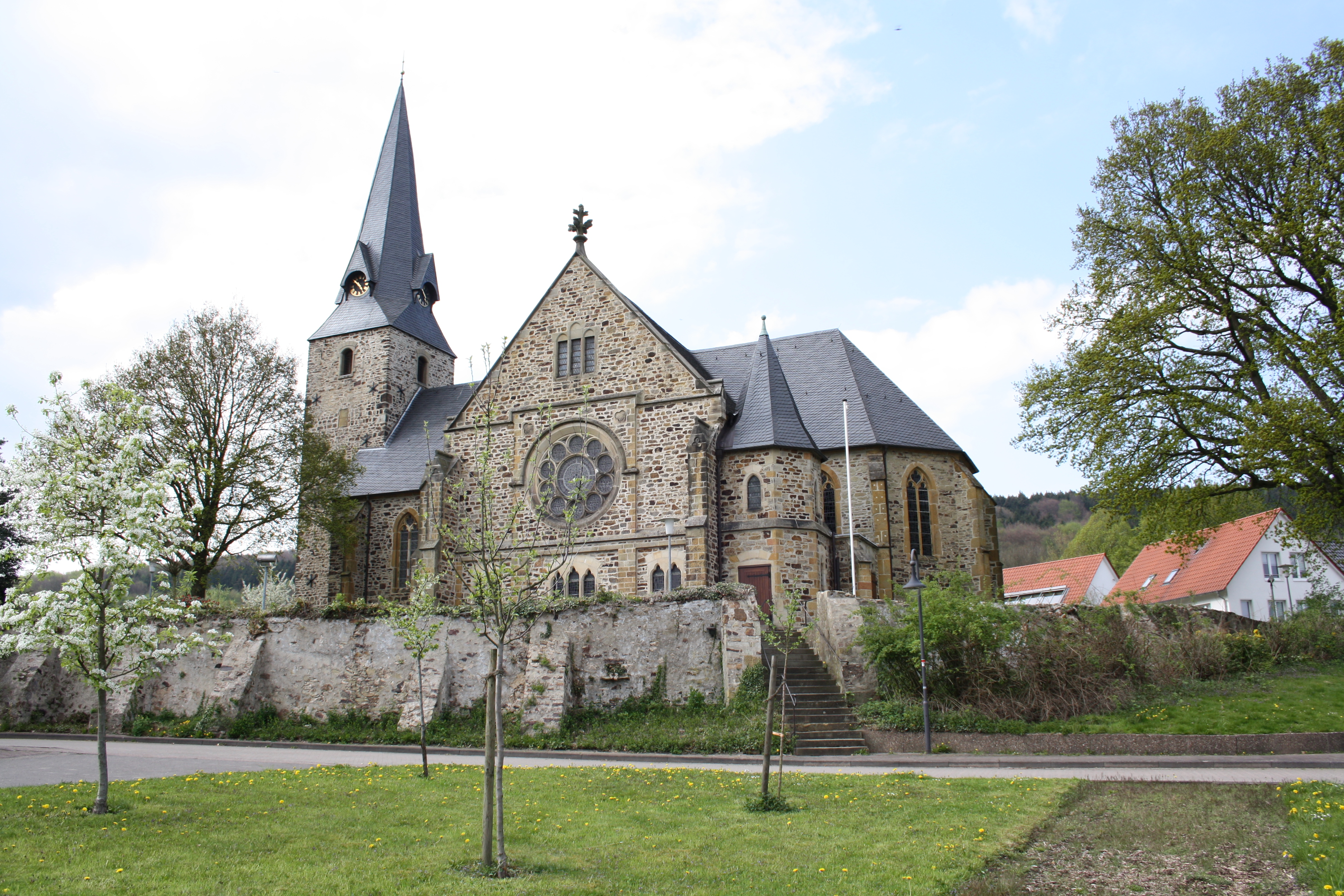
レーディングハウゼンの聖バルトロメウス教会

現在の5つの地区ビーレン、シュヴェンニングドルフ、レーディングハウゼン、オストキルファー、ヴェストキルファーは、時代とともに農村から発展していった。レーディングハウゼン最大の教会である聖バルトロメウス教会は、おそらくエンゲルン族の木造教会を起源としており、1233年に初めて文献に記録されている。この教会は初め、オスナブリュック司教および庇護者としてのヘルフォルト参事会の影響下にあった。1533年頃、この教会はプロテスタント化され、少なくともその年から何度もレーディングハウゼンの聖職者によって子供や女性にも報告がなされた。ハウス・キルファーに次ぐ第2の現存する領主館グート・ベッケルは1350年に初めて記録されている。第3の騎士館であるビーレンのグート・ヴァークホルストは1349年に初めて記録され、後の1888年から1907年までアムト・レーディングハウゼンの役所として利用されたが、その後取り壊された。
レーディングハウゼンの人々はもっぱら農耕、酪農、林業で生活していた。800年頃、レーディングハウゼンの住民は深い森に囲まれ、互いに数km の間隔で点在する集落（ドルベル）で暮らしていた。1つのドルベルは10軒程度までの農園を有していた。レーディングハウゼンの領域にはレーディングハウゼン、シュヴェンニングドルフ、ジーエンドルフ（現在はシュヴェンニングドルフ地区）、ビーレン、ドーノ（現在はビーレン地区）、オストキルファー、ヴェストキルファーのドルベルがあった。ドルベルは肥沃な低地のすぐ近くの小高い丘に形成された。ドルベル周辺の傾斜地では元々輪作がなされていなかった。長さ約 500 m、幅約 12 m の細長い耕地に分割されていた。原野は苗芝で施肥された。こうした農地形態は「ラングシュトライフェネッシュ（長地条型耕地）」と呼ばれるが、ゲルマン語起源で「食べる」を意味する「エッシュ」とも呼ばれる。分割された土地は敷地に合わせてs字型をしており、細い側から出入りした。この細長い土地はそれぞれ一つの農園に属し、これによって経営されたが、その穀物収穫量によっては共同の牧草地として利用された。農園自体は最も若い後継者に分割されることなく相続された。森ではブタが飼育された。ブタはドングリを食べていた。農民たちは、より強力な土地所有者や宗教団体に隷属していない限り、土地を所有する貴族やヘルフォルト参事会に、いわゆる十分の一税という税を納めなければならなかった。
最も若い後継者のみが農園を相続した（世襲農）ため、それ以外のエルプケッター（世襲小屋住農）と呼ばれる後継者たちは親の農園の近くに新たな農園を約1000軒造営した。エルプケッターは、せいぜい親の所有地あるいは権利のごく一部を相続できただけであり、エッシュを開墾しなければならなかった。ドルベル周辺にはエルプケッターによって（後には世襲農自身によっても）新たな農地が開墾されていった。農地形態としてはブロック地条型耕地が選ばれた。農場の形は不規則な多角形のブロック状に分割されており、共同での利用はなされなかった。エッシュとは異なり、農場の出入り口は細い側からというような統一性はなかった。こうした農場拡張の一方で、古いドルベルは単独で農園経営を行うようになっていった。この他に大地主を特徴とし、レーエン領主のために一定の職務を引き受ける荘園が成立した。レーディングハウゼンで最も古い荘園の一つがレーディングハウゼン地区のホーフ・シュタインマイヤーである。シュタインマイヤー家（古くは Stencampe）は、遅くとも1319年には存在が確認されており、今日まで存続している。

### リンネル産業の時代、1860年まで
1450年頃から1650年頃にドッベルから離れた共同マルク（エッシュとブロック農場との間の境界の森）に、農業に利用される圃場とそれに伴う小さな小屋（マルクコッテン）が造られた。ここに住むマルクケッター（小屋住農）は、エルプケッターや相続人とは対照的に、遺産を全くあるいはごくわずかしか得られず、マルクに入植せざるを得なかった者で、エルプケッターからは疑いの目で見られていた。マルクケッターは土地所有者ではなく、その生計は境界の森で飼育している家畜によっていた。その権利は既存の農民たちが渋々与えたものであった。当時の深いマルクの森は「野蛮な」マルクケッターの入植によって撲滅され、しばしば非組織的に再植林がなされた。16世紀以降、借地農（ホイエルリング）は新たな入植者グループを形成した。彼らは土地所有権を相続することはできず、借りた小屋（ホイエルリングスコッテン）に住まねばならなかった。声の届く範囲に小屋の持ち主の農場があり、小さな土間、庭、家畜小屋があった。借地農は借地料を農民への労働で支払った。人口増加に伴い、マルクケッターもホイエルリングも十分な収入が得られるようになった。
こうした貧しい社会階層は15世紀にアマ栽培とこれを原料するリンネル加工を新たな収入源とした。ラーフェンスベルク地方の工業化の原型はプロトインダストリーを特徴とする。リンネル織り、特に貧しい借地農や小屋住農は、自分の農場や小屋の所有者の農場での仕事がない時に、アマの加工を行った。有名なラーフェンスベルクのリンネル（たとえばビーレフェルトは「ライネヴェーバーシュタット（リンネル織り都市）」というニックネームを持つ）はこの賜物である。レーディングハウゼンの農家における機織り・紡績部屋は日常の生活空間であった。紡績部屋共同体は冬にアマを糸に加工し、寝具用布類や食卓用布類を織った。一部はヘルフォルトやビーレフェルトへ販売するために歩いて運ばれたが、その後1856年（バート・ベントハイム – ミンデン線）および1899年（ラーフェンスベルガー鉄道）に鉄道によって結ばれた。典型的な織機は現在、グート・ベッケルの展示コーナーで見ることができる。ホイエルリンゲはアマ栽培のために土地を借りたが、相続農民やマルクケッターもその栽培を行った。プロイセン時代（1614年以降）、リンネル産業は税収の増加（重商主義）に寄与した。ホイエルリンゲの数は急増し、1700年頃にはラーフェンスベルク地方の農業人口の 2/3 をホイエルリンゲが占めるに至った。1770年、プロイセンの圧力下でマルクは完全に私有地化され、大部分が小規模農業者の農地（シュテッテン）とされた。大土地所有者は、当初、それ以前の土地所有権に相当するマルクの大部分が割り当てられた。しかし、もはや大規模農場としての経営は困難であり、このため小作農に委任された。こうした小作農的所有関係は20世紀の50年代まで維持された。この時代にジーケは拡大され、それまでマルクを利用していた家畜の放牧地となった。
14世紀から1609年までのリンネル産業の時代、この地域はラーフェンスベルク伯領に属していた。伯はアムト・リムベルクの本部であるリムベルク城からこの地域を統治した。伯は王から委託を受けた世俗のレーエン領主であると同時に、ヘルフォルト参事会の代行者でもあった。1647年にこの伯領はブランデンブルク＝プロイセン領となった。その後三十年戦争では紛争の的となり、これを巡って戦闘が行われた。これ以後レーディングハウゼンは、ほぼ中断なく、プロイセン領であり、1719年からはプロイセンの行政区分ミンデン＝ラーフェンスベルクの一部となった。現在の町域は、1806年までアムト・リムベルクに属した。アムト・リムベルクは、1695年頃に城が解体された後、初めはホルゼン、1711年からはベルニングハウゼン、さらに後にはビュンデを行政拠点とした。しかし、1722年頃からはアムト領主貴族の権力が衰退し、それに伴って十分の一税納入の強制力も低下した。1807年から1811年までレーディングハウゼンは、短期間ではあるが、ヴェストファーレン王国領として、事実上フランスの一部となり、ビュンデ小郡レーディングハウゼン町長がキルファーの農園主となった。1811年から1813年まではフランス王国の領土となった。農民たちにとってフランスによる支配は、レーエン領主関係および一定額を支払うことにより農奴身分から解放される可能性を開くものであった。しかしホイエリングは、権利上はもはや貴族と関係ないものの、経済的には長年の地主に依存した状態のままであった。レーディングハウゼン住民もその戦闘に参加したワーテルローの戦いによりナポレオン時代が終焉した後、ヴェストファーレン地方はプロイセン領となり、レーディングハウゼンは1816年に新たに創設されたヴェストファーレン州ビュンデ郡の一部となった。これは1832年にヘルフォルト郡に再編された。1816年にレーディングハウゼンはレーディングハウゼン牧師管区と記述されており、1843年には現在の町区を独立した自治体として包含する教会アムト・レーディングハウゼンとなった。

### タバコ製造業の時代、1945年まで
1888年までアムト・レーディングハウゼンは、アムト・ビュンデとの人的連合として、それ以後はアムト・レーディングハウゼン単体で行政を行った。アムト長官であるマイアーの行政庁舎は、1907年まではグート・ヴァゴーストを賃借りして、それ以後はレーディングハウゼン地区に新しく建設された庁舎が充てられた。これによりレーディングハウゼンは初めて行政中心となった。

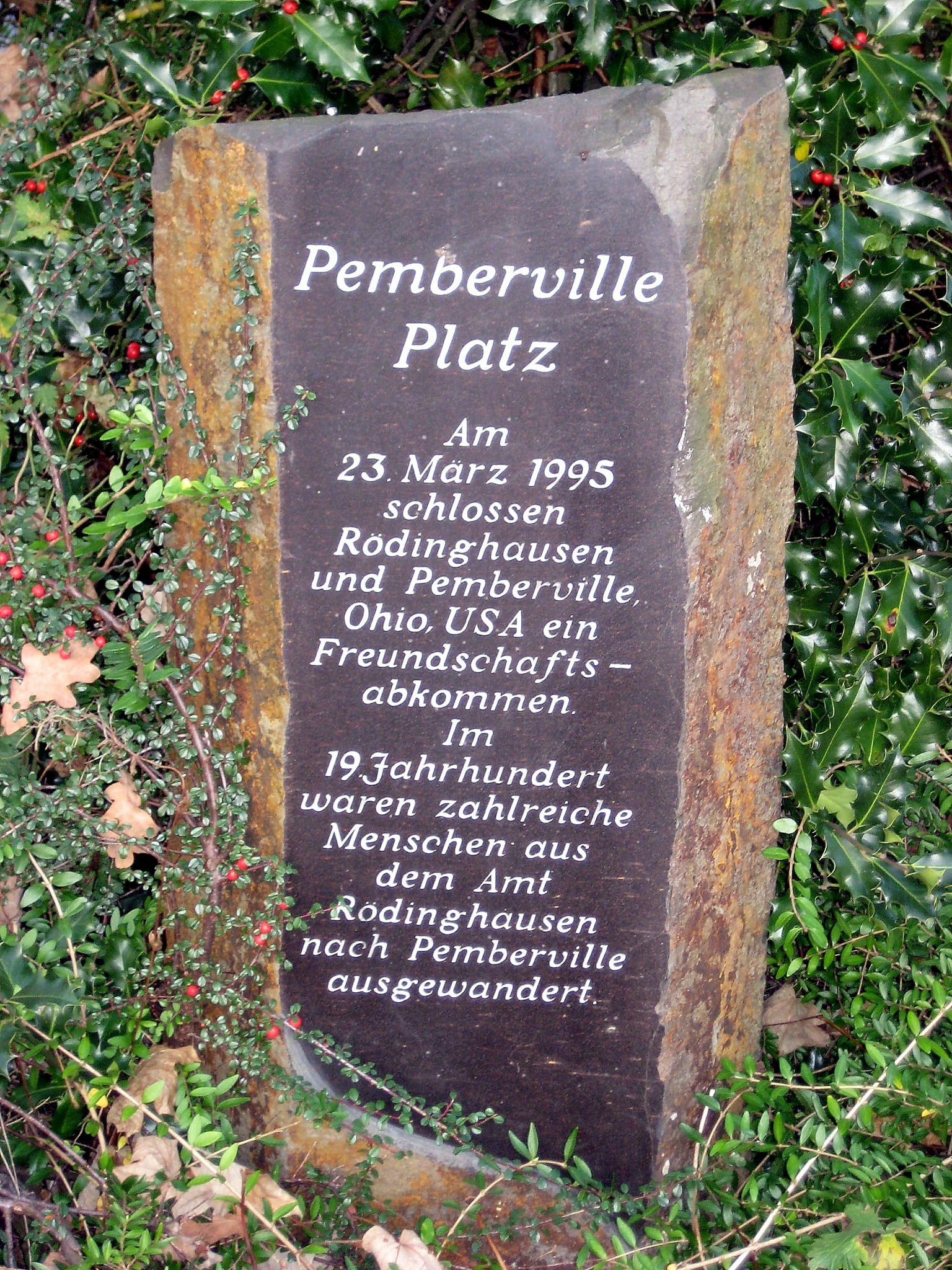
ペンパーヴィル記念碑（移住記念碑）

イギリスにおける工業化の興隆と機械織機によって、レーディングハウゼンのリンネル織りは採算の合わないものとなっていった。ドイツでは、機械織機は、たとえばビーレフェルトのような大都市の紡績工場（ラーフェンスベルガー紡績工場）に導入されただけであった。リンネル織りにとって最大の危機要因は1820年頃から英国やベルギーからの輸出リンネルであった。凶作も重なったその後の飢餓の20年間にレーディングハウゼン住民の一部は生活の必要から密輸業者となった。1836年から1856年まで、現在のレーディングハウゼン地域はプロイセン領に属していたため、現在ニーダーザクセン州に属す隣接地域にあたるハノーファー王国とは異なり、ドイツ関税同盟に含まれた。この時代に、デュイングドルフ（ニーダーザクセン）とヴェストキルファーとの間に、絹、砂糖、バター、塩、コーヒーといった密輸品目を流通させるルートが発達した。その他の困窮した人々は、たとえば現在姉妹都市となっているオハイオ州ペンバーヴィルなどへ移住していった。
この町の再興はタバコ産業によってもたらされた。テニース・ヴェレンジークがビュンデ近郊でタバコ製造を開始し、最初のタバコ工場が設立された際（ビュンデは後に「タバコの町」というニックネームで呼ばれるようになる）、レーディングハウゼンにも分工場が設けられた。飢餓の20年が始まって以降、1860年頃から多くのレーディングハウゼン住民が手工業によるタバコ製造に携わるようになった。リンネル加工に習熟していた多くの家族も、工場やあるいは家でタバコを刻み、巻き、プレスする作業を行った。ホイエルリンゲは工場労働者となることで、相続農民に対する経済的依存関係から解放されることになった。
皇帝の栄誉をたたえて、1890年にレーディングハウゼンの教会脇に戦没者記念碑が建立された。これは帝国に対する多くのレーディングハウゼン住民の熱狂を証明するものである。この熱狂が第一次世界大戦につながっている。1911年に、ノンネンシュタインの展望塔の傍らに、皇帝に忠実な帝国宰相ビスマルクに対する記念碑が建立された。1903年と1912年の帝国議会選挙は、工場労働者の中に社会民主主義に対する支持者が広く存在することをも示していた。1912年にはSPDの候補が 35.6 % の票を獲得した。
1914年、レーディングハウゼンで動員が始まった。レーディングハウゼン住民の戦争に対する熱狂については様々な報告がなされている。故郷に残った者への戦争被害はわずかで、闇取引によって補給庫はほとんど平時と同様に満たされていた。農民たちにとっては、生産した作物は正規の流通経路を避け、闇商人の間で、あるいは彼らが都市で販売するものであった。レーディングハウゼン住民のうち704人が戦争に従軍し、76名が死亡、72名が負傷、14名が捕虜となり、10名が行方不明となった。1919年にオストキルファーの戦争記念碑が彼らに捧げられた。
戦後は、1918年にレーディングハウゼンにも公的な規律を保持する労働者・兵士協議会が創設されたにもかかわらず、多くのレーディングハウゼン住民は戦争終結を受け容れがたく感じた。皇帝の胸像は、1922年まで公共の建造物に設置されていた。アムトの貯蓄銀行では1926年まで皇帝の印章が用いられていた。役所は1928年になってやっと、新たな民主的規律の象徴である黒 - 赤 - 金の旗をしぶしぶ受け容れ、これを掲げた。これはプロイセンの行政区長官やレーディングハウゼンで初めて新しい旗を掲げたシュヴェンニングドルフSPD事務所の圧力によるものであった。この新しい民主主義はレーディングハウゼンに深く根を下ろすことはなかった。このため1933年のナチスによる権力掌握後、皇帝の色である古い旗に戻されたことを、多くのレーディングハウゼン住民は歓迎した。
1930年代の末期のドイツ国会選挙でレーディングハウゼンの政治勢力は分裂していた。1932年7月31日の選挙では、SPDとKPDは合わせて 34.6 %、右翼勢力である NSDAPとDNVPは合わせて 62 % の票を得て、1930年9月14日の選挙では逃した絶対多数を獲得した。君主制を熱烈に信奉していた大統領ヒンデンブルクは1925年ドイツ大統領選挙で72.3 % の票を獲得した。しかし保守的な（君主制を指示する）レーディングハウゼンの選挙民は1932年までにアドルフ・ヒトラーに鞍替えした。1932年4月10日の大統領選挙でヒトラーは 56.6 % の票を獲得した（ヒンデンブルクの得票率は 41.4 %）。ナチ党による権力掌握によって、レーディングハウゼンにおいても社会民主主義グループやその他のナチスに反対するサークル（たとえば体操協会など）が活動を禁止された。この町には地方支部リーダーが配置され、多くのレーディングハウゼン住民がNSDAPに入党し、レーディングハウゼンとヴェストキルファーにはヒトラーユーゲントの施設が開設された。ただし、郷土史家ロルフ・ボツェットが論じているようにレーディングハウゼン農民の社会国家主義への熱狂は、浅慮なシンパに限定された。このアムトでは反ユダヤ主義も豊穣な土壌を得ることはできなかった。特にレーディングハウゼンには1905年からユダヤ人が住んでいなかったのである。唯一の反ファシズム抵抗運動の兆しが1935年に見られた。以前レーディングハウゼンの牧師であったルートヴィヒ・ミュラーがライヒスビショフ（ナチス時代におけるドイツ福音主義教会の最高位）に任命され、昔の職場で祭事を挙行しようと企画したのだが、その予定日に閉鎖された聖バルトロメウス教会の前に立ちつくすことになった。ベックマン牧師は、鍵を持ったまま、あるいは隠しておいて、ライヒスビショフには「牧師は散歩に出た」と伝えさせたのである。
1939年、ドイツはポーランド侵攻により第二次世界大戦を引き起こした。補給庫は1914年から1918年まで時代に対応して安定した状態にあった。レーディングハウゼンでは戦争捕虜のフランス人、ポーランド人、その他の国の人々が農業に従事していた。捕虜たちは強制労働に就かされていたが、食堂では歓迎された。だが、あるポーランド人戦争捕虜は、村の娘に「言い寄った」というだけで、短い裁判の後絞首刑に処せられた。1942年以降、レーディングハウゼンに疎開したドイツ人が流入したため、住宅不足が深刻になった。1944年からレーディングハウゼンに空襲の威嚇が増えていったが、数発の爆弾がビーレンの数件の小屋と家屋1軒に落とされただけであった。アムト・レーディングハウゼン内での唯一の戦死者は、空爆によりノイエ・ミューレ付近で亡くなった。1945年4月3日、イギリス軍が戦闘することなくレーディングハウゼンに到達した。その日の夕方、2人のイギリス軍将校が、捕虜から解放されたセルビア人将校3人、農民ハインリヒ・マイヤー、アムト長官ベックマンとともにこの地域での戦争終結をシャンパンで祝った。1945年4月5日にアメリカ軍がこのアムトを占領し、ビーレンに陣地を構えた。

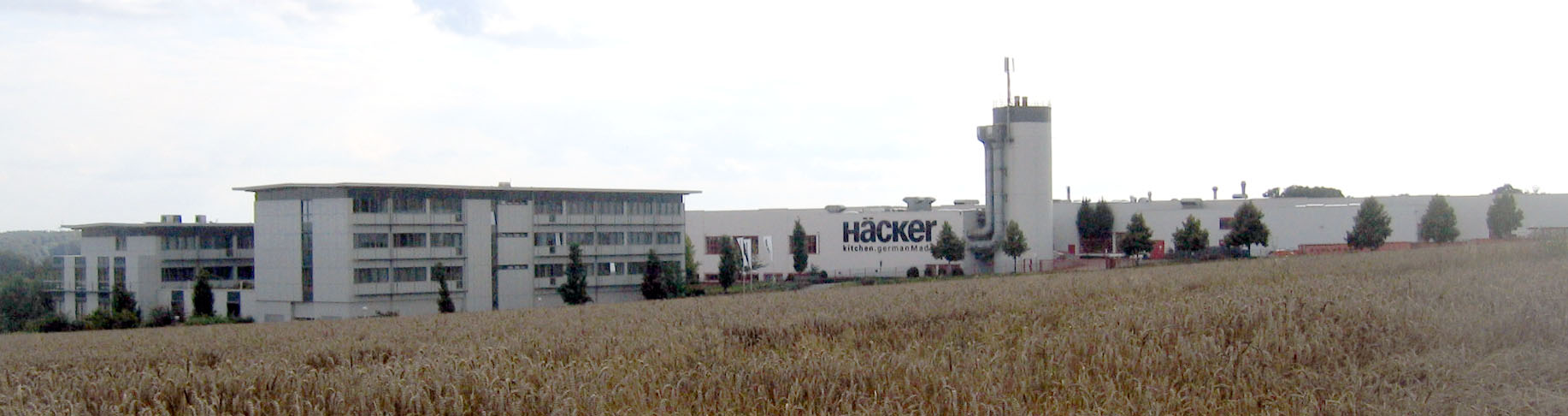
ビーレン地区のヘッカー・キューヒェン（キッチン家具）の工場

### 家具産業と観光、1945年以後
第二次世界大戦後、タバコ産業は次第に機械化され、巻きタバコの需要が減少して葉巻の需要が増加した。これにより1950年代に多くのレーディングハウゼン住民の経済基盤がまたもや危機に陥った。特に、職場安全のために1930年頃から発明された自動巻き線機の使用を1933年にナチスが禁止したことが禍して、タバコ産業は工業的競争力を失った。1956年に完全雇用時代の禁令は撤廃され、多くのレーディングハウゼン住民は職を失った。

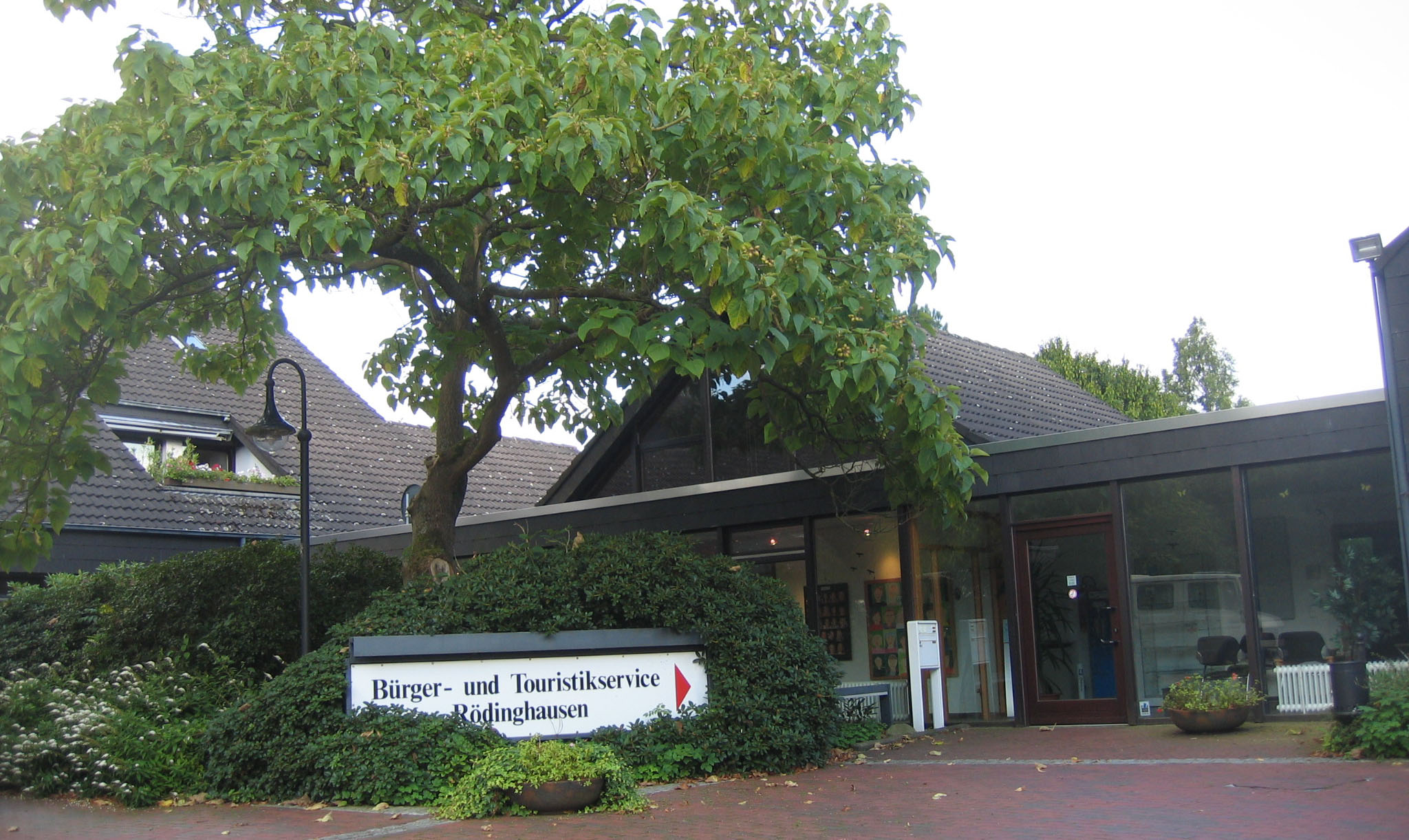
ハウス・デス・ガステスのツーリストインフォメーションおよび住民サービス事務所

タバコ産業衰退後にシガーボックス製造業者が見いだした打開策が家具製造工場であった。現在でもレーディングハウゼン最大の雇用主はキッチン家具製造業者である。しかし、主にビュンデ、リュベッケ、ヘルフォルト、ビーレフェルトを中心とする家具産業は、タバコ産業の衰退を完全に補完することはできず、田舎の魅力を有する北部地区のレーディングハウゼン住民は収入源を観光業に求めた。このためにペンションが開業され、屋外プールが建設され、クアパークが設けられ、ヴィーエン山地には山小屋やベンチを備えた遊歩道網が整備された。ノルトライン＝ヴェストファーレン州の後援の下、1977年にハウス・デス・ガステス（直訳すると「旅行者の家」）がオープンした。レーディングハウゼンは1980年に「州指定ルフトクールオルト（空気の清浄な保養地）」となった。
1952年から1993年までオストキルファーのバードウッド兵舎にイギリス陸軍ライン軍団の兵士が駐屯していた。1953年に計画された軍用飛行場計画は阻止された。1956年の拡張計画、1984年の射撃練習場計画も同様であった。広さ 27 ha の旧兵舎は、1997年に再開発がなされ、産業地区に改編された。1993年までここにはイギリス陸軍第1装甲師団輸送連隊が駐屯していたが、その後ギュータースローに移転した。

### 町村合併
1969年1月1日に、ビーレン、シュヴェンニングドルフ、ヴェストキルファーおよび廃止された自治体ホルゼンとムックムの一部が合併した。ヴェストキルファーは同時にブルーフミューレンと改名された。さらにかつての自治体で現在はビュンデの市区となったホルゼンおよびムックムの耕牧地が編入された。廃止されたアムト・レーディングハウゼンの権利継承者はレーディングハウゼン町である。これ以後町域の変更はなされていない。

### 人口推移
1843年のアムト・レーディングハウゼンの人口は 3,577人であった。2006年のレーディングハウゼンの人口は 10,164人で、ヘルフォルト郡で最も小さな町であった。1975年から2005年までの間にレーディングハウゼンの人口は 8,214人から 10,181人と 約 24 % 増加した。1998年から2005年の郡平均値 4.7 % と比較して、大きな人口増加を示した。人口増加は移住による増加が原因であり、死亡率が出生率を上回ることが明らかとなっている。
以下にアムト・レーディングハウゼンおよび1970年からはレーディングハウゼン町の各時点における領域内の人口を示す。1970年までおよび1987年の人口は国勢調査によるものであり、それ以外は州統計局の調査に基づいている。数値は、1871年以降および1946年はその時点で町にいた人口、1925年以降は現に在住していた人口、1987年以降は町を主な居住地とする人口を示している。1871年以前については、人口の調査方法は一貫していない。
| 1818年 （12月31日） | 3,261 |
| 1834年 （12月3日）  | 3,130 |
| 1837年 （12月3日）  | 3,227 |
| 1843年 （12月3日）  | 3,577 |
| 1849年 （12月3日）  | 3,731 |
| 1852年 （12月3日）  | 3,841 |
| 1858年 （12月3日）  | 3,864 |
| 1864年 （12月3日）  | 4,104 |
| 1867年 （12月3日）  | 4,125 |

| アムト・レーディングハウゼン1 | アムト・レーディングハウゼン1 | アムト・レーディングハウゼン1 | アムト・レーディングハウゼン1 |
| 年                            | 人口（人）                    | 女性 人数/比率                | 女性 人数/比率                |
| ----------------------------- | ----------------------------- | ----------------------------- | ----------------------------- |
| 1871年 （12月1日）            | 4,141                         | 2,125                         | 51 %                          |
| 1885年 （12月1日）            | 3,943                         | 2,027                         | 51 %                          |
| 1895年 （12月1日）            | 4,238                         | 2,167                         | 51 %                          |
| 1905年 （12月1日）            | 4,794                         | 2,437                         | 51 %                          |
| 1925年 （12月1日）            | 5,278                         | 2,695                         | 51 %                          |
| 1933年 （6月16日）            | 5,644                         | 2,845                         | 50 %                          |
| 1939年 （5月17日）            | 5,658                         | 2,903                         | 51 %                          |
| 1946年 （10月29日）           | 7,227                         | 3,995                         | 55 %                          |
| 1950年 （9月13日）            | 7,523                         | 3,983                         | 53 %                          |
| 1961年 （6月6日）             | 7,404                         | 3,924                         | 53 %                          |

| レーディングハウゼン町 | レーディングハウゼン町 | レーディングハウゼン町 | レーディングハウゼン町 | レーディングハウゼン町 | レーディングハウゼン町 |
| 年                     | 人口（人）             | 女性 人数/比率         | 女性 人数/比率         | 外国人2 人数/比率      | 外国人2 人数/比率      |
| ---------------------- | ---------------------- | ---------------------- | ---------------------- | ---------------------- | ---------------------- |
| 1969年 （1月1日）      | 7,921                  | ・                     | ・                     | ・                     | ・                     |
| 1970年 （5月27日）     | 8,003                  | 4,188                  | 52 %                   | ・                     | ・                     |
| 1974年 （6月30日）     | 8,211                  | ・                     | ・                     | ・                     | ・                     |
| 1975年 （12月31日）    | 8,214                  | 4,309                  | 52 %                   | 216                    | 2.6 %                  |
| 1980年 （12月31日）    | 8,228                  | 4,322                  | 53 %                   | 248                    | 3.0 %                  |
| 1985年 （12月31日）    | 7,994                  | 4,207                  | 53 %                   | 209                    | 2.6 %                  |
| 1987年 （5月27日）     | 8,266                  | 4,281                  | 52 %                   | ・                     | ・                     |
| 1990年 （12月31日）    | 8,700                  | 4,490                  | 52 %                   | 278                    | 3.2 %                  |
| 1995年 （12月31日）    | 9,308                  | 4,786                  | 51 %                   | 387                    | 4.2 %                  |
| 2000年 （12月31日）    | 10,148                 | 5,162                  | 51 %                   | 304                    | 3.0 %                  |
| 2005年 （12月31日）    | 10,181                 | 5,144                  | 51 %                   | 302                    | 3.0 %                  |
| 2007年 （12月31日）    | 10,139                 | 5,100                  | 50 %                   | 280                    | 2.8 %                  |
| 2012年 （12月31日）    | 9,723                  | ・                     | ・                     | ・                     | ・                     |

1  1843年から1888年まではアムト・ビュンデ＝レーディングハウゼンの人口のうち、後にアムト・レーディングハウゼンに編入された集落の人口を示している。

2  外国人の項については、1999年7月の州の住民法の改正がなされ、2000年の報告書以降は改正後の数値である。

### 宗教
レーディングハウゼンで各宗教への所属状況に関する詳細なデータは公表されていない。しかし、レーディングハウゼンの学生の宗教所属によって推測することが可能である。以下の表に示すとおり、2006/07年学期の学生の 74.5 % が福音主義を信仰していた。全住民の宗教傾向も同様であると推測される。
| 宗教区分 | 福音主義 | カトリック | イスラム教 | その他の宗教 | 無宗教 |
| -------- | -------- | ---------- | ---------- | ------------ | ------ |
| 人数     | 997      | 100        | 25         | 38           | 178    |
| 比率     | 74.5 %   | 7.5 %      | 1.9 %      | 2.8 %        | 13.3 % |

#### 福音主義教会
本町域内では福音主義教会が優勢である。この町の最大の教会がレーディングハウゼン地区の福音主義ルター派の聖バルトロメウス教会である。この他のルター派教会はブルーフミューレンとビーレンにある。ビーレンとレーディングハウゼンの教会はレーディングハウゼン福音主義教会に属す。これに対してブルーフミューレンの教会はヴェストキルファー福音主義教会に属す。国家社会主義者で、後にライヒスビショフとなるルートヴィヒ・ミュラーは1908年から1914年までレーディングハウゼンの教会の牧師を務めた。

#### その他の福音主義教会
シュヴェンニングドルフには自由教会組織として、教会堂を有するゲマインデ・デア・クリステン ― 福音主義自由教会（自由教会精霊降臨祭組織連盟の会員）、1854年に献堂された古典主義様式の教会堂を持つ独立福音ルター派教会 (SELK) がある。

#### カトリック教会
レーディングハウゼンの数少ないカトリック信者は、パーダーボルン大司教区ヘルフォルト＝ミンデン首席司祭区ビュンダー・ラント神父会のホルゼン聖ミヒャエル教会に属している。後に同司教区の補佐司教となるマティアス・ケーニヒは、この教会の助任司祭であった。バルトメウス教会の近くに小さな礼拝堂（マリアの無原罪のお宿り礼拝堂）がある。

#### かつてのユダヤ教組織
1814年にビュンデでユダヤ教組織が、初めはわずか5家族で結成された。1815年にシナゴーグが建設された。1856年にビュンデのシナゴーグ管区が設けられた。1903年アムト・レーディングハウゼンはミンデン行政管区に編入された。当時レーディングハウゼンには1人だけユダヤ人住民がいたのだが、1905年に転居した。ビュンデのユダヤ教組織会員は第二次世界大戦中に追放されるか国外に逃れるかした。この宗教団体は今は存在していない。

## 行政

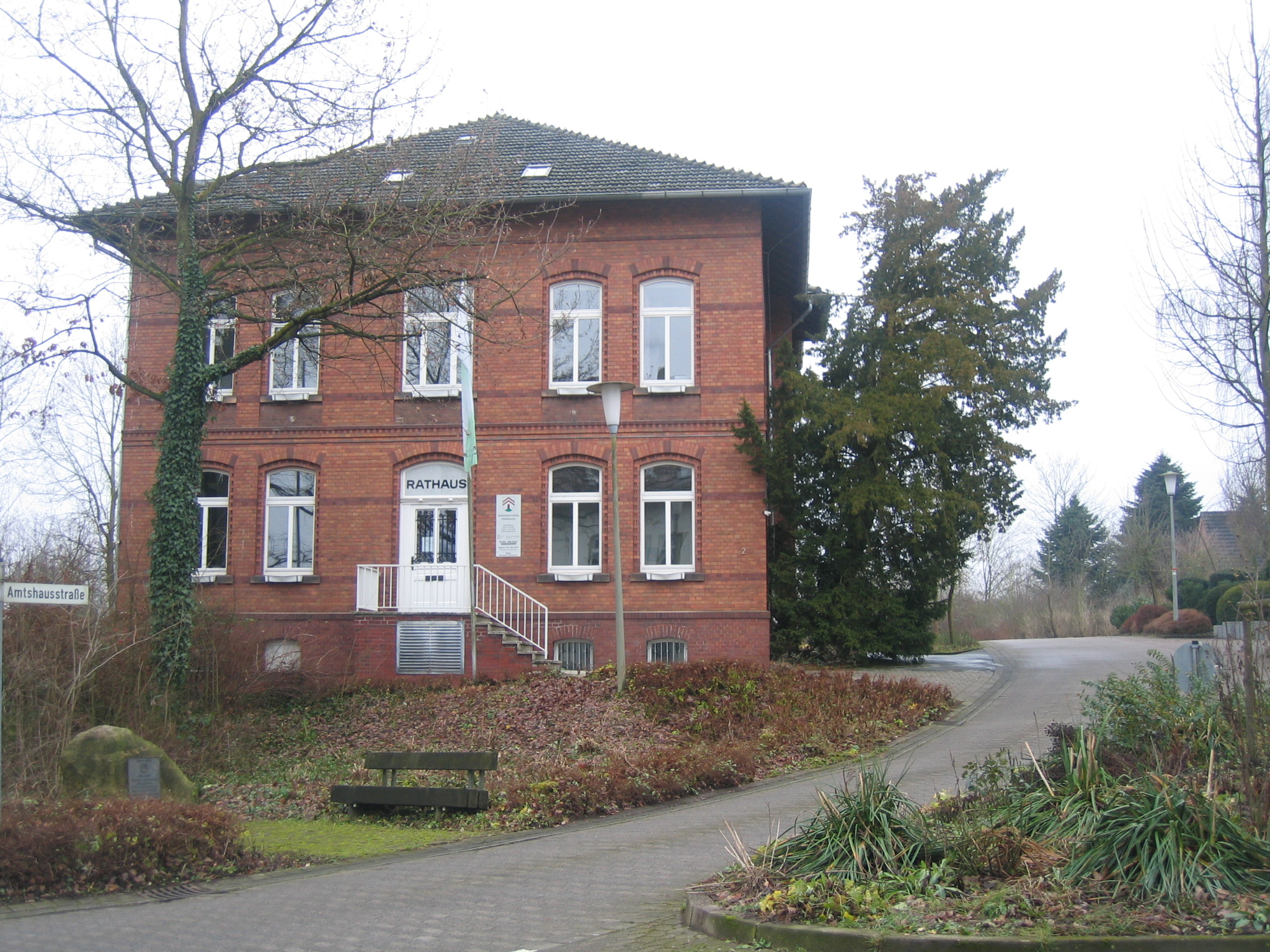
町役場

レーディングハウゼンは郡所属町村である。この町はヘルフォルト郡に属している。郡庁所在地はヘルフォルトである。レーディングハウゼン地区の町役場では、1999年以降直接選挙で選出された専任の町長が執務を行う。この他に、住民たちは 26議席からなる（2009年までは 32議席であった）町議会議員を選出する。

### 町議会
町議会は 26議席からなり、これに議長として町長が加わる。

### 町長
2020年9月27日の町長選挙決選投票でアンドレアス・クックス (SPD) が 54.87 % の支持票を獲得して跳梁に選出された。
エルンスト＝ヴィルヘルム・フォルトマイヤー (SPD) が、2004年から2020年までこの町の町長を務めた。彼は初当選した選挙の際、第1回投票で 53.9 % の票を得た。2009年8月30日には 60.0 %、2014年5月25日には 67.25 %の票を獲得して再選された。また
1969年の市町村再編後のレーディングハウゼン初代町長はギュンター・オーバーペニング (SPD) であった。彼は市町村再編前は、オストキルファーの第一町長代理であった。オーバーペニングは、5期30年近くに及んで在職した後、1998年に町長職を退いた。後任には長年にわたってゲマインデディレクトール（町の事務職のトップにあたる）を務めたクルト・フォクト (SPD) が、町長に対する初めての直接選挙である1999年の選挙で有効投票数の 60.2 % の票を獲得し、町長に選ばれた。
2005年から移動町役場が町内を循環している。住民は町長と対話したり、行政サービスの担当者に陳情することができる。

### アムツビュルガーマイスター
1969年以前は独立した町村で、現在はレーディングハウゼンの町区となっている地域は、アムト・レーディングハウゼンとして統括されており、アムツビュルガーマイスター（アムト長）が存在していた。当初このアムトはアムト・ビュンダーと人的連合体を形成しており、アムト長はアムト・ビュンデ＝レーディングハウゼンを管轄した。アムト長は、時によっては5つの町村の1つの町長を兼ねた。アムト制度末期のアムト長は以下の通り。
- 1948年まで: カール・キール
- 1948年 – 1956年: ヴィルヘルム・ブッデ
- 1956年 – 1958年: アウグスト・ラントヴェール
- 1958年 – 1969年: ハインリヒ・ペトリング

### 姉妹自治体
- ペンバーヴィル（アメリカ合衆国オハイオ州）

ペンバーヴィルは、オハイオ州ウッド郡のポーテイジ川の河畔に位置している。2000年現在の人口は 1,365人であった。姉妹自治体関係は、1995年3月23日に締結された。19世紀に数多くのレーディングハウゼン住民がペンバーヴィルに移住した。両自治体は歴史上互いに関係しているのである。レーディングハウゼでは、ペンバーヴィルにちなんで、ハウス・デア・ガステス前の広場がペンバーヴィル広場と名付けられた。
レーディングハウゼンの町議会は、フリッチェンドルフ（旧クロッセン (オーデル) 郡）から逃れたドイツ人や放逐されたドイツ人に対する保護協力関係を1985年に締結した。これ以後、レーディングハウゼンでは旧フリッチェンドルフ住民の郷土集会が定期的に開催されている。

### 紋章

レーディングハウゼンの旗

紋章は、銀地で2本の赤いシェブロンの下に、緑色の三峰型の山上に黒い扉のある赤い塔が描かれている。この紋章に描かれているのはヴィーエン山地の尾根の上に赤く様式化されたノンネンシュタインの展望塔である。その上方に描かれた2本の赤いシェブロンは、かつてラーフェンスベルク伯領に属していたこと（この帰属は1614年にレーディングハウゼンを含む伯領がブランデンブルク＝プロイセンに併合されたことで終了した）を示している。この紋章の使用許可は、1976年に行政管区によってなされた。町の旗は、長軸と並行に赤-白-赤で1:2:1の幅に分割された地色に町の紋章が描かれている。
互いに支え合う2つのシェブロンが紋章記述に記されている。この意匠は、非常に多くの紋章に使われている（たとえば、エップシュタイン家、ハーナウ伯、ラーフェンスベルク伯）。ラーフェンスベルクの紋章は銀地に3本の赤いシェブロンを有している。この意匠は、伯領の領主家の立場にある家の紋章の一部となっており、プロイセンの大紋章にも見ることができる。また、現在、この地域の多くの郡や市の紋章となっている。たとえば、ビーレフェルト、ボルクホルツハウゼン、ハレ、シュタインハーゲン、フロートー、ヴェルター、ギュータースロー郡、ミンデン＝リュベッケ郡である。

## 文化と見所

### グート・ベッケルにおける文化行事

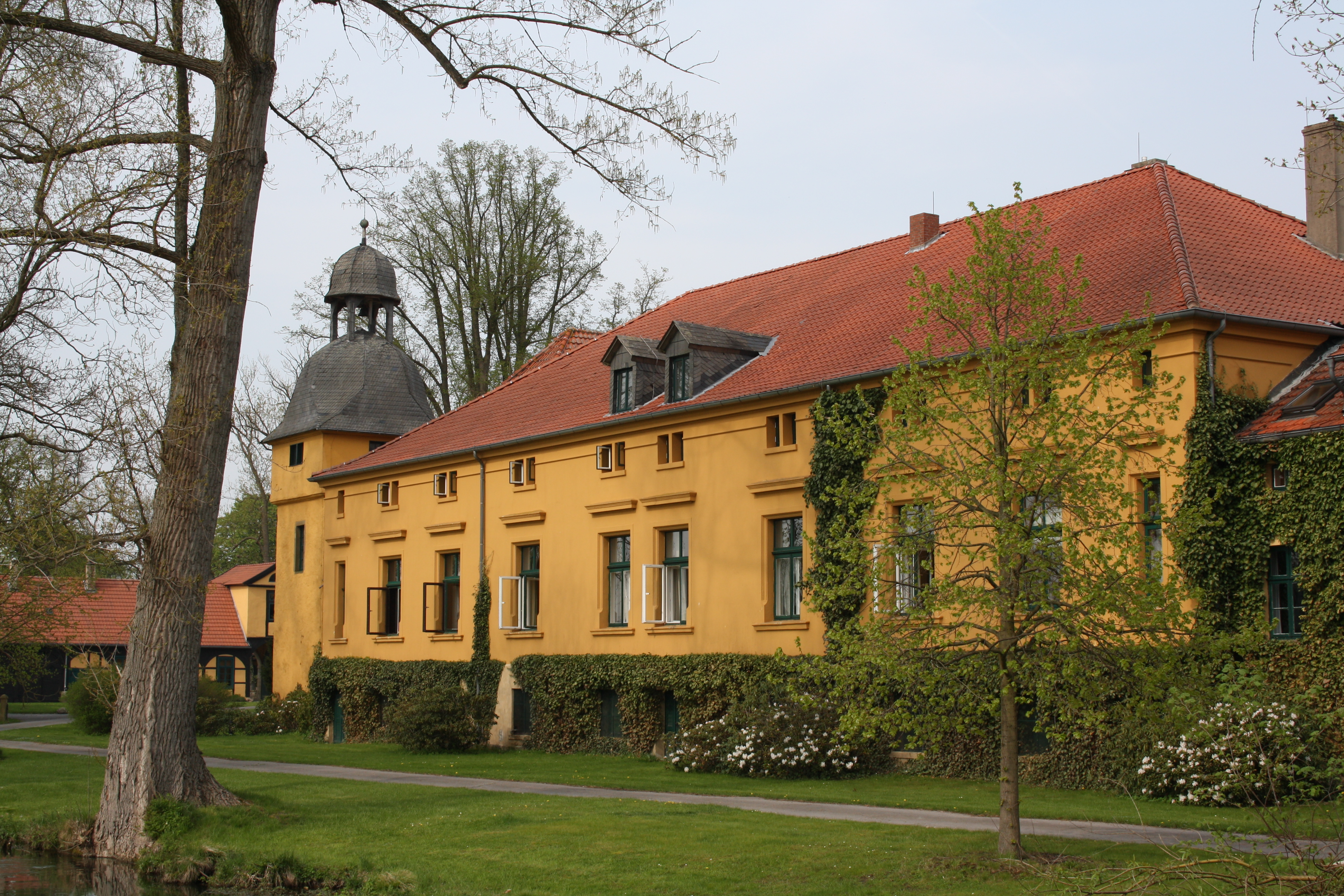
グート・ベッケル

ビーレン地区のグート・ベッケルでは、優れた文化行事が開催されている。ロンドンのロイヤル・フィルハーモニー管弦楽団、北西ドイツ・フィルハーモニー管弦楽団 といった一流オーケストラや、サンクト・ペテルブルク・チェロ・アンサンブル、あるいはユストゥス・フランツの指揮によるオーケストラが参加するコンサートシリーズ「ロシアの夏」もその一つである。このコンサートは、120年前の旧牛舎や庭園で開催されている。この他、夏のグート・ベッケルでは、コンサート、朗読会、講演会がある文学・音楽祭「ヴェーゲ・ドゥルヒ・ダス・ラント」（直訳すると「田舎を通る小道」）が開催されている。こうした機会には、屋敷内のロッゲンハウスで食事することができる。こうした行事は、特にグート・ベッケルで暮らした抒情詩人、芸術収集家で芸術家の後援者でもあったヘルタ・ケーニヒが第二次世界大戦前に創設した長い伝統と関係づけられる。1994年には、この忘れられた詩人を記念したヘルタ・ケーニヒ財団が創設された。この財団は、賞金 4,000ユーロを副賞とするヘルタ・ケーニヒ文学賞を授与している。第1回受賞者はイリーナ・コルシュノフであった。庭園内にはヘルタ・ケーニヒの像が建てられている。
町で唯一の映画館がブルーフミューレンのエルゼ・レヒトシュピーレである。

### 博物館
ビーレフェルト出身のホルスト＝アウグスト・ボルヴェクは、馬橇から子供用のソリまで、200台以上のソリを収集・修復している。グート・ベッケルの旧豚舎にそのうちの 50台以上が展示されている。この他に、グート・ベッケルの修復された紡績部屋では、やはりボルヴェクが集めた木製の古い機を見ることができる。この紡績部屋は、ヴェストファーレンの農家における初期の典型的なものである。さらにビーレン養蜂家協会の巣箱集合施設やビーレンの基礎課程学校のかつての物品を展示する小展示スペースがある。

### 音楽
レーディングハウゼンには、シャンティー合唱団ブルーフミューレン e.V.、混声合唱団ツーフリーデンハイト・ブルーフミューレン、男声合唱団「フロージン・アム・ビーエン」など多くの合唱団がある。この他に、ブラスアンサンブル・ヴェストキルファー、ブラスアンサンブル・レーディングハウゼン、ブラスアンサンブル・ビーレンや、様々な年齢層グループのための教会合唱団が数多くある。

### 建築物

#### ノンネンシュタインの展望塔とビスマルク祝祭柱
レーディングハウゼンの象徴的建造物が、ノンネンシュタイン山に建つ高さ 14 m の展望塔である。この建造物は 1897年にカイザー・ヴィルヘルム塔として建造された。ノンネンシュタイン山は完全に町域内にある。この建物は元々もっと低かったのだが、20世紀末に現在の高さに増築された。1911年、ビュンデ体操協会およびレーディングハウゼンのビスマルク信奉者の提案で、塔から 100 m ほど離れた場所にビスマルク祝祭柱が建設された。この記念柱は高さ 6 m の角柱で、正面にビスマルクのメダルが嵌め込まれている。

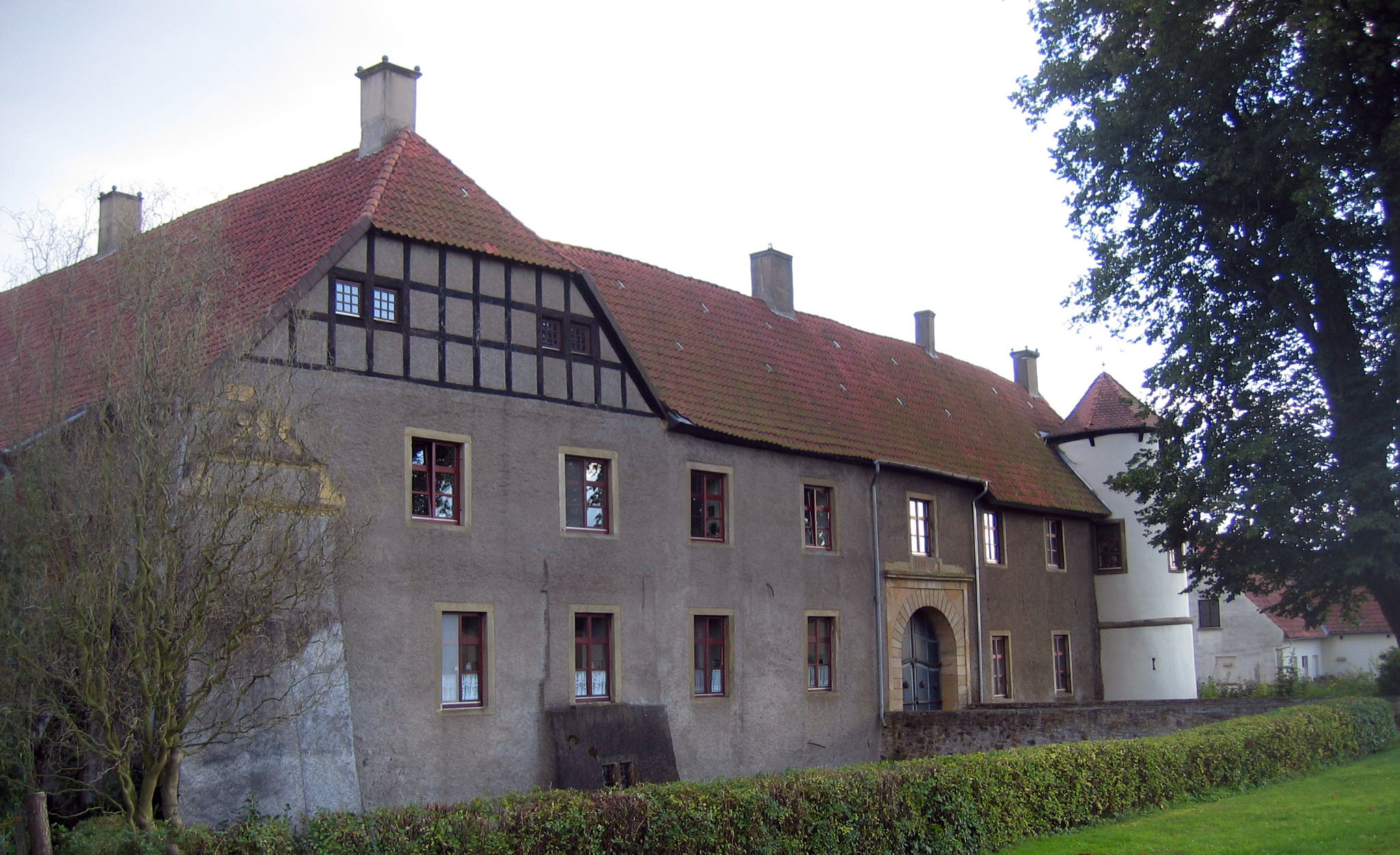
キルファー館

#### キルファー領主館とグート・ベッケル
現存する最も古い建造物はキルファー領主館である。この館は851年に初めて文献に記録されており、これがレーディングハウゼンの集落中心部に関する最も古い文献記録となっている。ヴェストキルファーおよびオストキルファーの住民はこの館をキルファー館と呼んでいる。現存するもう一つの領主館が既述のグート・ベッケルである。この水城は1350年に初めて記録されている。最初の城塞は、現在の敷地の北東部にあった。2つの特徴的な隅塔をもつ現在のバロック建築は、1682年に建設されたものである。

#### 教会
1233年に初めて記録されているレーディングハウゼン最大の教会が福音主義ルター派の聖バルトロメウス教会である。この教区教会の起源は 9世紀にまで遡る。同じくレーディングハウゼン福音主義教会に属しているのがビーレンの教会である。この教会は、その前身である「クルス」と呼ばれていた木組み建築の礼拝堂の後継建造物として、1908年に切石で建設された。
ブルーフミューレンにあるヴェストキルファー福音主義教会のミヒャエル教会は1471年に礼拝堂として建設された。1904年に並行の堂が建てられ、1930年に塔が建造された。内部では後期ゴシック様式の木製の講壇、1525年頃の儀礼行進用十字架、十字架の道行きを描いた1724年製の絵画、ボダイジュの木を彫って創られた洗礼盤を見ることができる。
シュヴェンニングドルフの独立福音ルター派教会 (SELK) は1857年に建設され、1931年に西塔と一部の増築がなされた。

#### 農場

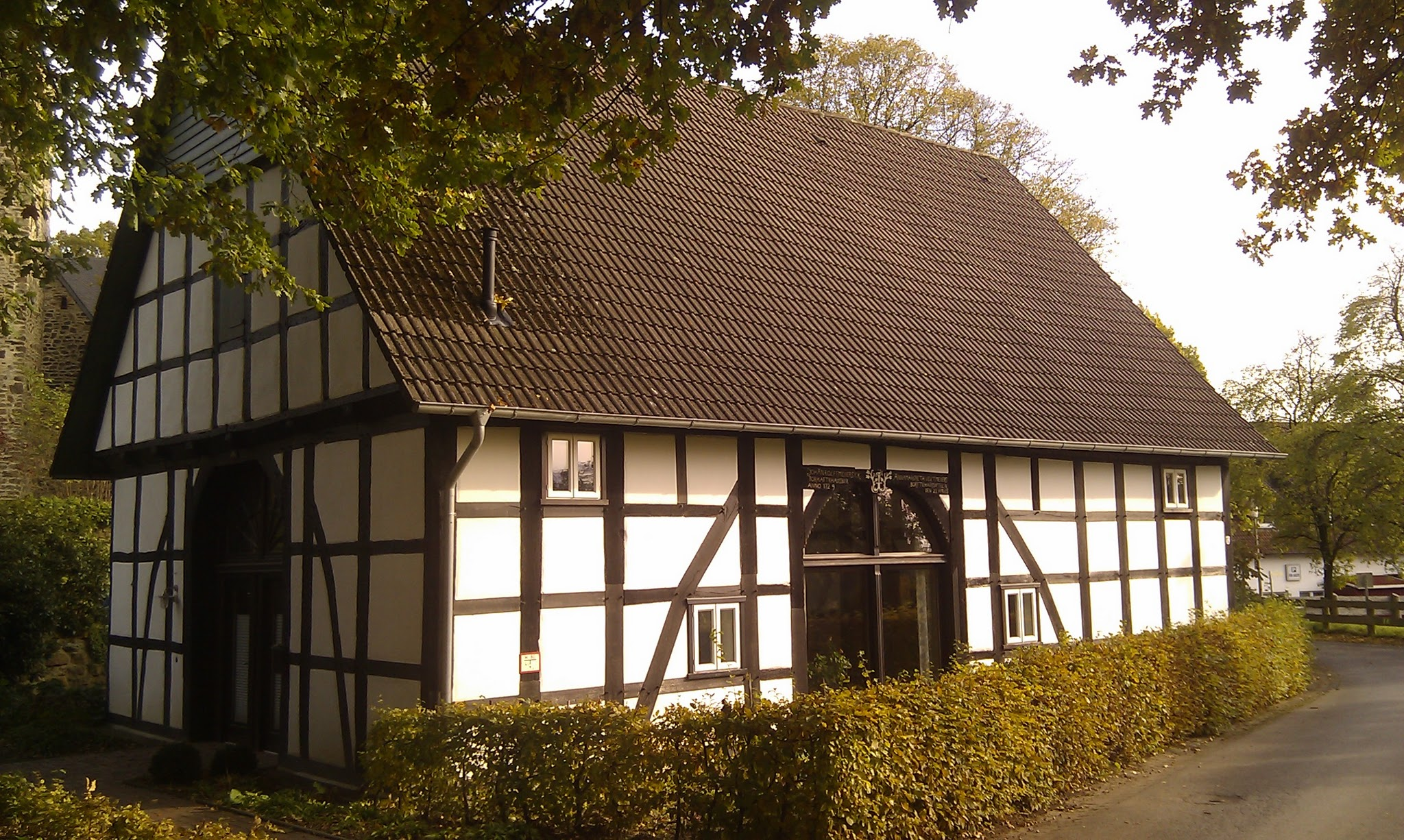
ホーフ・オーバーシュルテの隠居所

町内には数多くの典型的なヴェストファーレン型農場がある。肥沃な土壌での高い農業収穫は、彫刻を施した梁や破風先端の装り柱などの装飾の豊かな農場建築をもたらした。村で一番納税額の高い農場はハウスナンバー1、2番目の農場はハウスナンバー2の称号を与えられた。こうした古いハウスナンバーは現在でもしばしば梁の銘に彫り込まれている。典型的なラーフェンスベルク地方の農場は、密集した村にの中ではなく、ドルッベルの形で分散している。数多くの付属建造物（たとえばホイエルリングの小屋）が本館を取り囲み、建造物複合体を形成している。各農場グループは、それぞれ農場の鐘を有していた。現在、ビーレン＝シュトゥーケンヘーフェンやビーレン＝ドーノにはこうした鐘が遺されている。ラーフェンスベルク地方のどこでもそうであるように、木組みは黒、仕切は白、破風は多くが濃緑色（希に白）、屋根瓦は赤である。たとえば、レーディングハウゼンの中核部にある1729年建造のの隠居所を含むホーフ・オーバーシュルテや、1603年に初めて記録され1820年に現在の形態に改築されたヘールホーフなどである。農場にはしばしば水車・風車を有しており、グート・ベッケルの現存している風車は 1756年建造である。
レーディングハウゼン地区には、1972年までホーフ・メレリングがあった。この農場建築は、1590年に建設され、現在はビーレフェルトの農家博物館で見ることができる。この建物は、博物館ではヴェストファーレンの典型的な農家の作例として展示されている。この建物は 1995年の博物館の火災によって大きな被害を受けたが、1999年までに再建された。
- ビーレンの教会
- 聖ミヒャエル教会
- ホーフ・オーバーシュルテ
- ヘールホーフ

### 公園

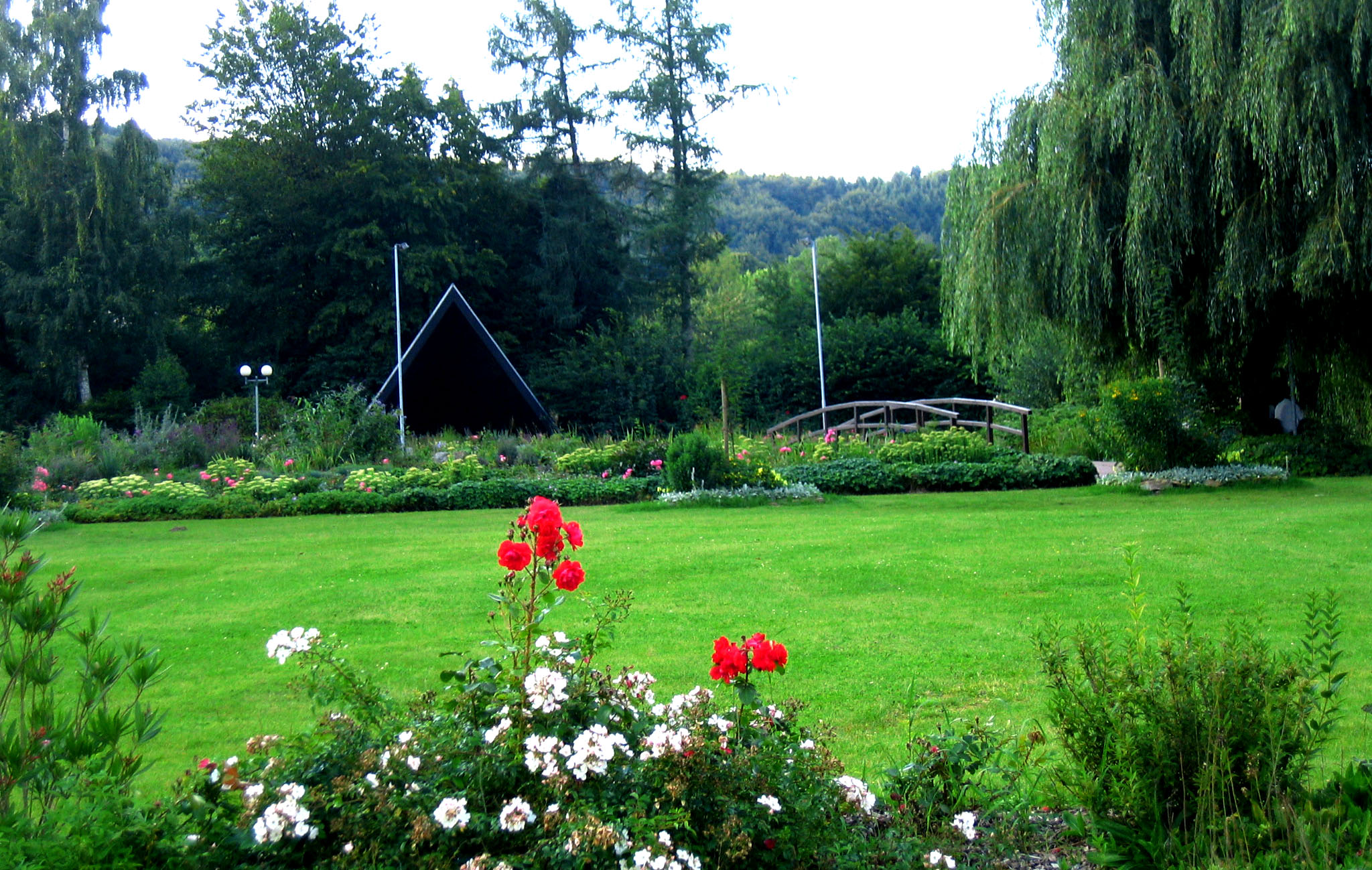
クールパルク

#### クールパルク
広さ 4.5 ha のクールパルクはレーディングハウゼン地区とシュヴェンニングドルフ地区にまたがっている。この公園では、2008年まで毎年夏に公園ライトアップが行われていた。クールパルクは1960年代に建設され、初めてルフトクールオルトのタイトルを与えられ、1981年にコンサートパビリオンが完成したことで完結した。公園の中心は大きな池とそれにかかる木製のアーチ橋である。クールパルクには「ローゼ・レーディングハウゼン」という名がつけられたバラ種も栽培されている。

#### グーツパルク・ベッケル
滅多に公開されないグート・ベッケルの保護文化財庭園は19世紀末に造営された。この庭園は堀で囲まれ、幾何学的にレイアウトされた部分からなる、美しい古木を有する広さ 2 ha の景観公園である。この庭園は 1890年に造園家ルドルフ・P. C. ユルゲンスによって設計された。この庭園は 2005年にヨーロッパ庭園遺産（ヨーロピアン・ガーデン・ヘリテージ・ネットワーク）の一つに数えられた。夏には、プロジェクト「ガルテンラントシャフト・オストヴェストファーレン＝リッペ」で国際的な芸術家たちがその作品を展示している。エミーリア・カバコフのインスタレーション「ミート・ジ・エンジェル」は2003年からこの庭園内に常設展示されている。

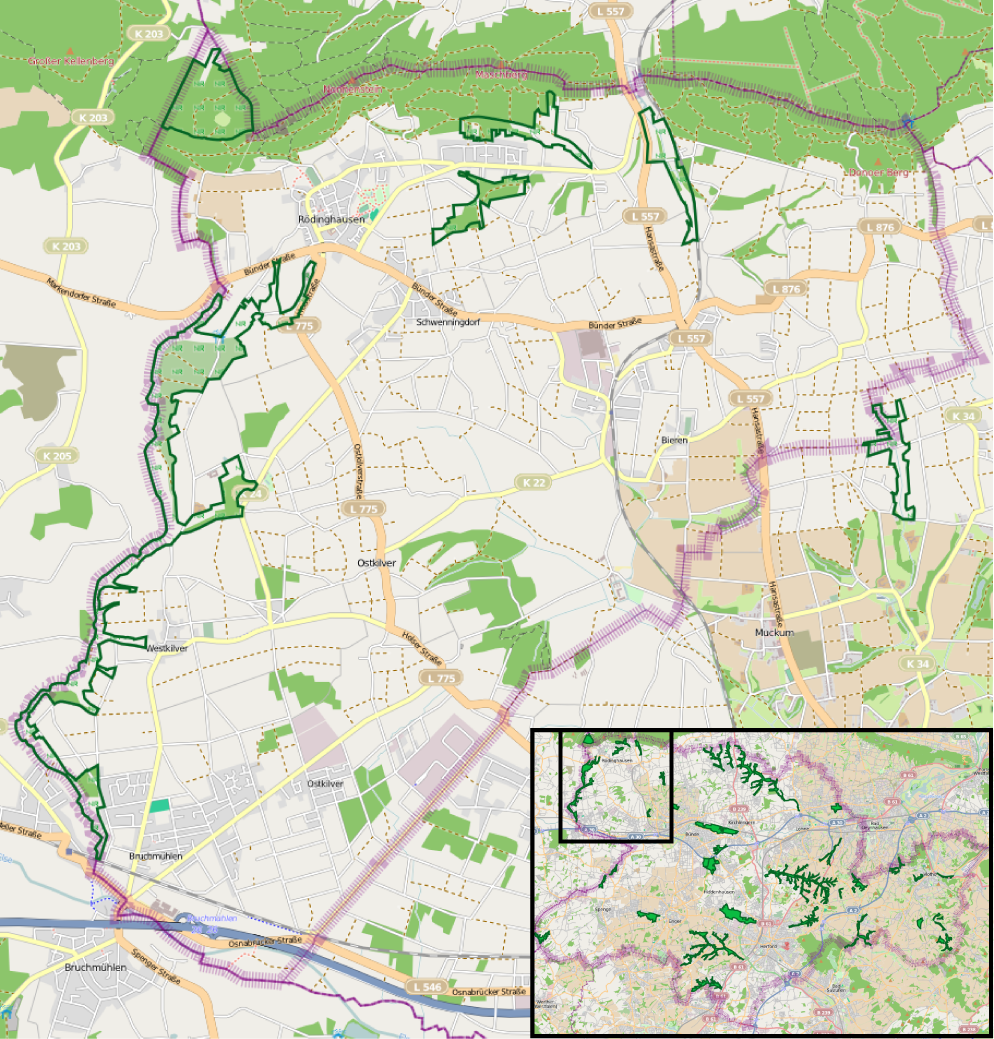
レーディングハウゼンの自然保護区

### 自然文化財および自然保護地区
樹齢数百年の、風景を決定づけるようなオークやボダイジュの古木がレーディングハウゼンの景観には数多く含まれている。なかでも傑出しているのが、樹齢 350年を超える幹周り 7.75 m のビーレン教会のボダイジュである。レーディングハウゼンの5つの自然保護区は、キルファーバッハタール（ここには珍しい色鮮やかなカワセミが生息している）、ゲーレ、アウエバッハタールとこれに隣接する谷のヴェーマーホルスター・ヴィーゼンタール、シーレンベーケである。さらにハービヒホルスター・ヴィーゼンタールの一部がこれに加わる。自然保護区の面積は約 191.73 ha で、町域面積の 5.29 % が保護下にある。

### スポーツ
レーディングハウゼンの有名なスポーツクラブが、SVレーディングハウゼンである。このクラブの男子サッカー部門のトップチームは2012-13シーズンからヴェストファーレンリーガでプレイし、1シーズンでオーバーリーガ・ヴェストファーレン（5部リーグに相当）への昇格を成し遂げた。SVレーディングハウゼンは、ホームゲームをヘッカー＝ヴィーエンシュターディオンで開催している。シュヴェンニングドルフにあるこのスタジアムは2011年にオープンし、屋根のあるメインスタンドには1,500席の客席がある。
この他のスポーツクラブとしては、テニスクラブ TTCレーディングハウゼン、スポーツフェラインTuS ブルーフミューレン、空手フェライン・アサヒ・レーディングハウゼン、CVJMレーディングハウゼンのハンドボール・チーム、テニスクラブのTCレーディングハウゼン e.V.がある。TCレーディングハウゼンの男子トップチームおよび女子トップチームはヴェストファーレンリーガの夏季シリーズおよび冬季シリーズを戦っている。TCレーディングハウゼンはホームゲームをレーディングハウゼン・クールパルクおよびヴィーエンパルクのテニスコートで開催している。ヴィーエンパルクは、フィットネススタジオ、サウナ、屋内テニスコート、スカッシュコートや食堂を備えたスポーツセンターである。
この他の運動施設には、ヘッカー＝ヴィーエンシュターディオン、ビーレンの人工芝サブグラウンド、オストキルファーのフェンシング場がある。後者はTuSブルーフミューレンが利用している。町は、ブルーフミューレンの屋外プール（50mプール、水遊び場、ビーチバレーコート）を運営している。唯一の大きな体育館が、シュヴェンニングドルフの総合学校体育館で、その外にはタータンの運動場やランニングコースがある。ビーレン地区にはアウエンクヴェレ馬厩舎がある。ここはビーレン＝ドーノの景観を決定づける馬の放牧場があり、成功した競走馬を飼育している。

### 年中行事
- 文学・音楽祭「ヴェーゲ・ドゥルヒ・ダス・ラント」グート・ベッケルで夏に開催される[31]。
- 「ヴァイフナハテン・イム・シュタル」は、クリスマスシーズンにグート・ベッケルで開催されるクリスマスマーケットである。
- コンサートシリーズ「ロシアの夏」: グート・ベッケルで開催される。
- プロジェクト「ガルテンラントシャフト・オストヴェストファーレン＝リッペ」: 夏にグート・ベッケルで開催され、彫刻作品が展示される。
- 「キルファー・マルクト」では、移動遊園地、歴史的な農民市、昔の農業に関する展示がなされる。毎年8月の最終週末にヴェストキルファーで開催される。
- 8月中旬の「クールパルクロイヒトゥング」（直訳すると「クールパルクを照らす」）の間、レーディングハウゼンのクールパルクは華やかなイルミネーションが施される。この行事は毎年、花火で終了する。
- 定期的に開催される「クルトゥールフリューシュテュック」（直訳すると「文化の朝食」）は、ハウス・デス・ガストで朗読会、コンサートや芝居の上演がなされる。

### 演劇
町には常設の劇場も、常設のステージもない。レーディングハウゼン総合学校のテアターAGは学校の大講堂や「クルトゥールフリューシュテュック」の場で多くの作品を上演している。

### レンクーイウザー方言
レーディングハウゼンでは高地ドイツ語が話されている。しかしかつては、ラーフェンスベルク地方全域がそうであったように、オストヴェストファーレン方言またはラーフェンスベルガー方言と呼ばれるヴェストファーレンの低地ドイツ語の一種が話されていた。ラーフェンスベルガー方言では、レーディングハウゼンは Ränghiusen  と呼ばれる。ラーフェンスベルガー方言は忘れ去られたわけではなく、レーディングハウゼンではしばしば神事に低地ドイツが用いられることがあり、総合学校の生徒は研究サークルで低地ドイツ語を学ぶ。「クルトゥールフリューシュテュック」では、低地ドイツ語会話サークルが開かれる。レーディングハウゼン及びその周辺の低地ドイツ語小冊子はレーディングハウゼンで話されていた低地ドイツ語を記録している。ラーフェンスベルク地方の方言に関する最も大規模な例は、たとえば “Der Bauernhof um 1870” がある。

### 名物料理
レーディングハウゼンには、全国的に有名な郷土料理はない。レーディングハウゼンでは伝統的にヴェストファーレン流の素朴な調理がなされていた。しかし、ヴィーエン山地のプロイシシュ・オルデンドルフ、レーディングハウゼン、バート・エッセンでは植物香辛料入りのリキュールが蒸留され、シュタインヘーガーのように 0.7 リットルの炻器のグラスで提供される。この他に「ノンネンシュタイン」と名付けられたプラリネがある。

## 経済と社会資本

### 経済データ
2006年11月のレーディングハウゼンにおける失業率は 5.1 % であった。これにより2006年のレーディングハウゼンはヘルフォルト郡で最も失業率が低かった。社会保険支払い義務のある職場数（フルタイム勤務）は、1995年から2005年までの間に、2,254から2,435に増加した。この町の2005年の税収は、住民1人あたり 1,236ユーロ（オストヴェストファーレン＝リッペでは、シュタインハーゲン、フェルルに次いで3番目に高い値）であった。しかし2003年時点でレーディングハウゼンは住民1人あたり 1,907ユーロの負債（ヘルフォルト郡で2番目に大きな負債額）を抱えていた。4,421世帯が、他のオストヴェストファーレンの市町村と比較して高い購買力を有していた。GfKおよびIHKの調査では、2007年の購買力は住民1人あたり 18,578ユーロ（オストヴェストファーレン＝リッペの平均値より 2.9 % 高い数値）であった。レーディングハウゼンの被雇用者は、主に第二次産業に従事している。以下の表に2012年6月30日現在の職場の区分を示す。
| 産業分野 | 第一次産業 | 第二次産業 | 第三次産業 |
| -------- | ---------- | ---------- | ---------- |
| 比率     | 1.1 %      | 67.9 %     | 31.0 %     |

### 交通

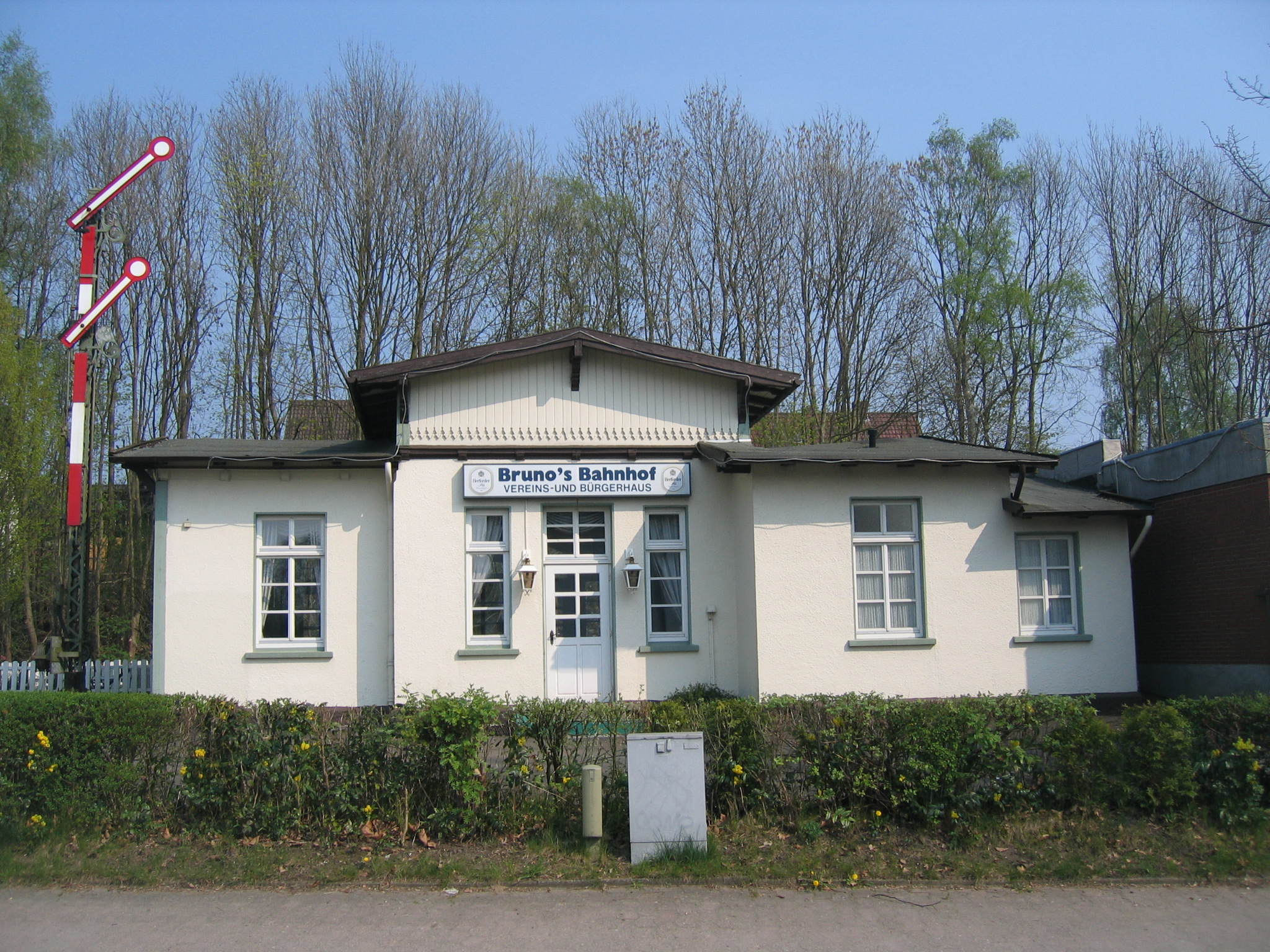
ビーレン＝レーディングハウゼンの旧駅舎

#### 鉄道・バス路線
ビーレン＝レーディングハウゼン駅およびノイエ・ミューレ駅はラーフェンスベルガー鉄道の駅であり、1時間ごと（日曜日は2時間ごと）にビーレフェルト – ヘルフォルト – ビュンデ – ラーデンを結ぶ RB 71 が発着する。ビーレン＝レーディングハウゼン駅は2007年に完全に建て直され、新しいプラットフォームと待合室が設けられた。古い駅舎は、1980年代以降はすでに駅舎としては用いられていなかった。
この他に、町境の外側、隣接するニーダーザクセン州オスナブリュック郡メレ市には、レーネ＝ライネ線のブルーフミューレン駅があり、1時間ごとにバート・ベントハイム – ライネ – オスナブリュック – ビュンデ – ヘルフォルト – ビーレフェルトを結ぶ RB 61「ヴィーエンゲビルクス鉄道」が運行している。ここでは、オスナブリュック交通会社が運営するメレ市バスにも接続できる。
これらの旅客鉄道交通は、ラーフェンスベルガー鉄道についてはオイロバーンがボンバルディア製ディーゼル車両のタレントを用いて、ヴィーエンゲビルクス鉄道についてはヴェストファーレンバーンがシュタッドラー製の電動車両 FLIRT を用いて運行している。
旅客道路交通では2系統のバス路線がビュンデとの間を結んでいる。また、これらの路線はいくつかの地区をも互いに結んでいる。
- 542/543系統: ビーレンおよびムックム経由ビュンデ行き
- 571系統: ブルーフミューレンおよびアーレまたはホルゼンを経由してビュンデ行き

通常は（朝と通学時間を除いて）これらのバスは、オンデマンドバスとして運行されている。
レーディングハウゼンは交通運賃連盟「デア・ゼクサー」（OWL交通 GmbH）に属している。ニーダーザクセン州の領内にあるブルーフミューレン駅はこの連盟に属さない。ここでは鉄道ではニーダーザクセン乗車券の運賃、ここに停車するバスにはオスナブリュック交通会社の乗車券が適用される。

#### 道路
レーディングハウゼンは「ハンザ街道」とも呼ばれる州道 L557号線経由でアウトバーン A30号線により広域道路網に接続している。A30号線は、アムステルダム – バート・ベントハイム – ライネ – オスナブリュック – ビュンデ – バート・エーンハウゼンを結んでいる。州道 L557号線は、シュテムヴェーデからプロイシシュ・オルデンドルフ、ビュンデ、エンガーを経由してビーレフェルトへ通じており、シュヴェンニングドルフでヴィーエン山地を横断している。この他ビュンダー通り（L876号線）やオスナブリュッカー通り（L546号線）がその名の都市との間を東西に走っており、東の中級中心都市ビュンデや西のニーダーザクセン州の都市メレとの間をレーディングハウゼンを経由して結んでいる。

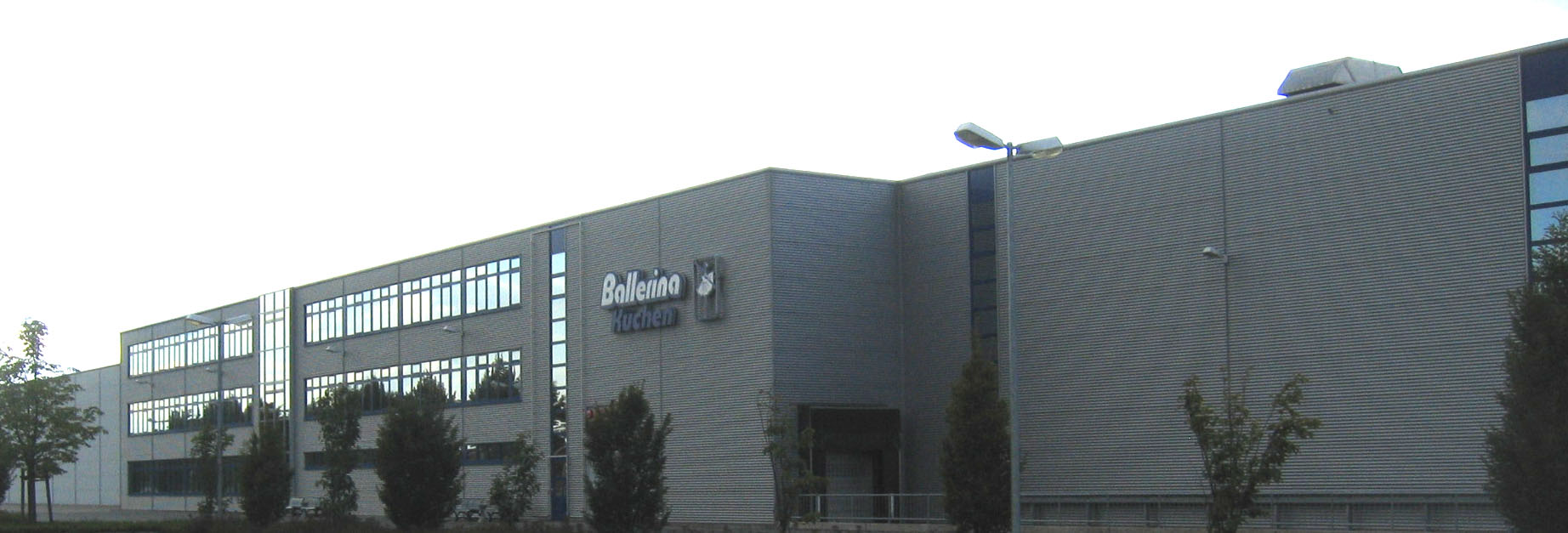
バレリーナ・キッチン

### 地元企業
大きな地元企業は家具関連分野の企業である。特筆すべきは、従業員数 900人のビーレン地区のキッチン家具製造業者ヘッカーや、ブルーフミューレン地区のバレリーナ（従業員数 250人）である。この他に様々な分野の企業がある。多くのレーディングハウゼン住民は町の外に通勤しており、たとえばビュンデやリュベッケで働いている。2011年には、2,556人のレーディングハウゼン住民が仕事のために他の市町村へ通勤していた。反対にレーディングハウゼンに通勤してくる労働者は、3,705人であった。

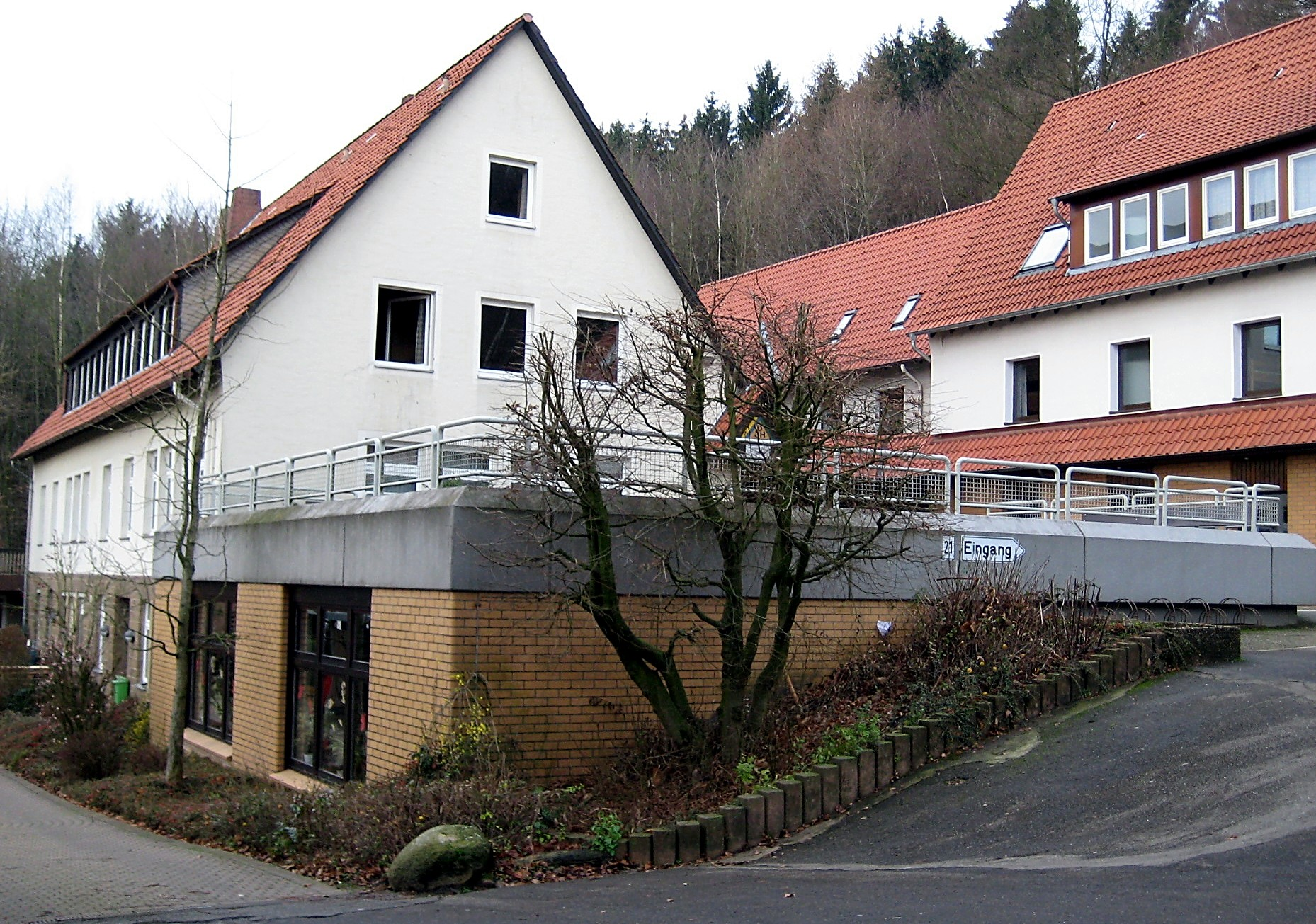
ユースホステル・レーディングハウゼン

### 観光業
レーディングハウゼンは、1980年からルフトクールオルト（空気の清浄な保養地）に指定されており、また、北部トイトブルクの森＝ヴィーエン山地自然公園に位置するため、多くのペンションやホテルがある人気の保養地である。レーディングハウゼンにはユースホステル・レーディングハウゼンがある。2005年には、延べ 35,636泊の宿泊客があった（1995年から2005年までの間に 9.5 % 増）。この町はヴィーエン山地南斜面の魅力的な場所にあり、このため「レーディングハウゼン ― ヴィーエン山地の陽の当たる側」あるいは短縮して「レーディングハウゼン ― 陽の当たる町」というスローガンを掲げている。ツーリストインフォメーションはハウス・デス・ガステスの中にあるが、この建物では多くのコンサートやイベントが開催される。全長 25.5 km の自転車文化ルートからは美しい景観と、合わせて 38の見所を楽しむことができる。この他にこの町を通る自転車道として、ウェルネス・ルート・トイトブルクの森、自転車道 HF5号線、バーンラートルート・ヴェーザー＝リッペ（廃線跡を利用した自転車道）、ヴェストファーレン農場ルート、広域自転車道エルゼ＝ヴェレ自転車道がある。100枚の案内板がある全長 5.5 km のレーディングハウゼンの森の学習路では、ヴィーエン山地の動植物について知ることができる

### メディア
日刊紙としてはノイエ・ヴェストフェリシェとヴェストファーレン＝ブラットがレーディングハウゼンに関する地方面を有している。ローカルラジオ局ラジオ・ヘルフォルトは、94.9 MHz で放送されている。

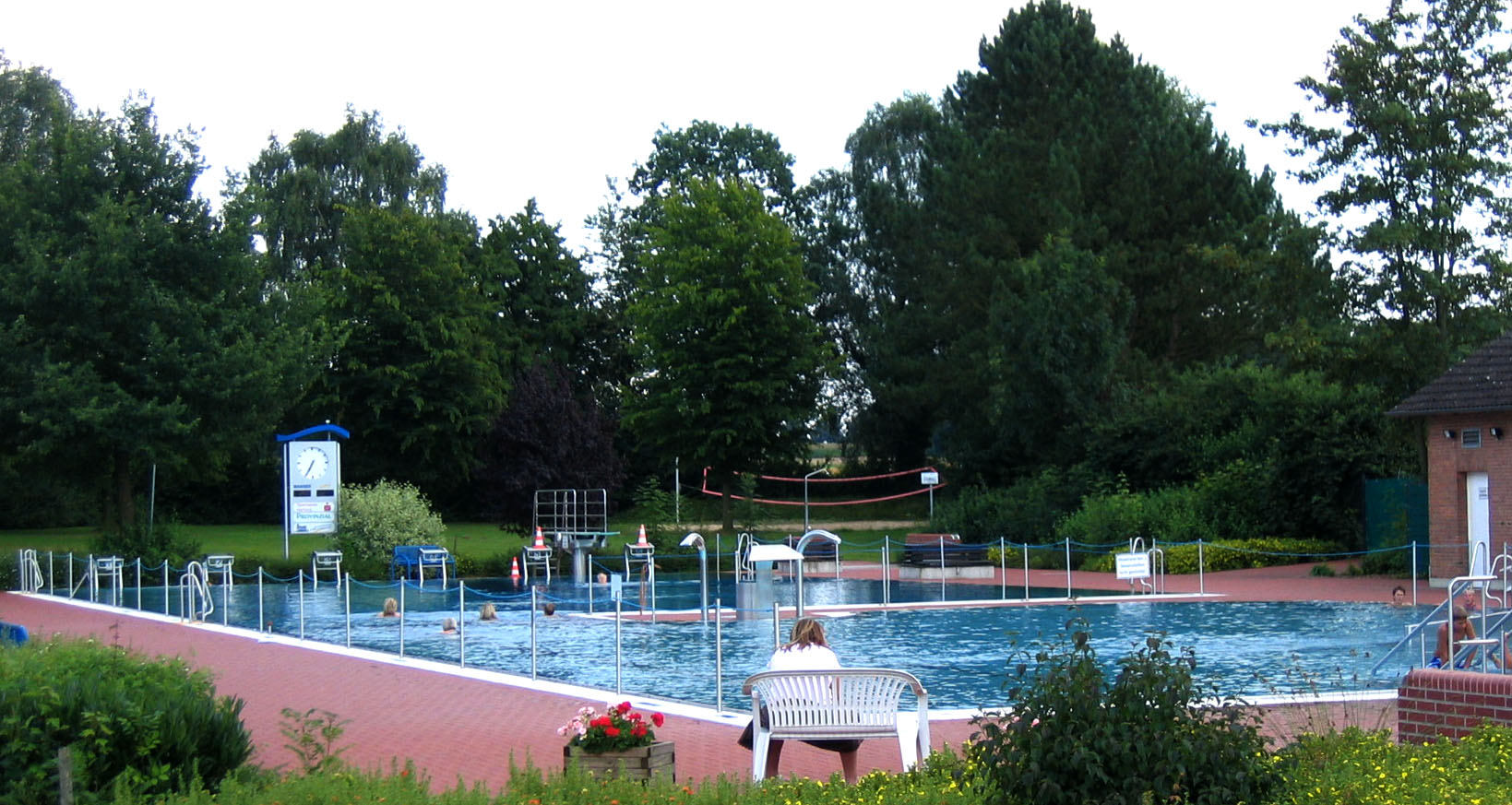
屋外プール

### 公共機関
この町は、レーディングハウゼン総合学校内に公共図書館を設けている。公的な催し物は、しばしばハウス・デス・ガステスで開催される。この他の公共施設としては、屋外プールやヘルフォルト郡が運営するユースホステルがある。レーディングハウゼン消防団は、多くの地区に消防分団があるが、無休のボランティアの消防団員で構成されている。

### 教育
レーディングハウゼンには、基礎課程学校が、ビーレン、ブルーフミューレン、オストキルファー、レーディングハウゼンの4校ある。シュヴェンニングドルフ地区のレーディングハウゼン総合学校（生徒数: 809名）は、1991年からあるこの町唯一の上級学校である。この総合学校は、同じ場所にあった本課程学校の後継校である。町内の基礎過程学校卒業生の約 30 % がこの学校に進学する。町外の学校では近隣のミューレに進学する場合が多い。この他にレーディングハウゼンではヘルフォルト市民大学の催し物に参加できる。

## 人物

### ゆかりの人物
- レオポルト・ケーニヒ（1821年 - 1903年）実業家。グート・ベッケルを購入し、これを息子のカール・ケーニヒに引き継いだ。
- ライナー・マリア・リルケ（1875年 - 1926年）詩人、作家。1917年にグート・ベッケルに滞在した。
- ルートヴィヒ・ミュラー（ドイツ語版）（1883年 - 1945年）1908年から1914年にレーディングハウゼンの牧師を務めた。後にドイツ福音教会のライヒスビショフとなった。
- マティアス・ケーニヒ（1959年 - ）パーダーボルン大司教。レーディングハウゼン/ホルゼンの神父を務めた。
- C. C. キャッチ（ドイツ語版）（1964年 - ）歌手。シュヴェンニングドルフに数年間住んでいた。

## 引用
1. ↑  Bevölkerung der Gemeinden Nordrhein-Westfalens am 31. Dezember 2023 – Fortschreibung des Bevölkerungsstandes auf Basis des Zensus vom 9. Mai 2011
2. ↑  Adolf Schüttler (1985): Rödinghausen im Ravensberger Land. Ökologisch – ökonomische Strukturen und Wandlungen, pp. 8-24. Selbstverlag Gemeinde Rödinghausen, Rödinghausen o. J.
3. ↑  Erdwärme nutzen: Geothermie-studie liefert Planungsgrundlage Archived 2005年9月14日, at the Wayback Machine.（2014年3月9日 閲覧）
4. 1 2  Kommunalprofil Rödinghausen ノルトライン＝ヴェストファーレン州情報・技術局（2014年3月9日 閲覧）
5. 1 2 3 4  レーディングハウゼン基本条例（2014年3月9日 閲覧）
6. ↑  Martin Bünermann: Die Gemeinden des ersten Neugliederungsprogramms in Nordrhein-Westfalen. Deutscher Gemeindeverlag, Köln 1970.
7. 1 2  Schüttler, Adolf (1985): Rödinghausen im Ravensberger Land. Ökologisch - ökonomische Strukturen und Wandlungen. Luftkurort Rödinghausen (Kreis Herford) pp.25-28
8. 1 2 3 4 5  Botzet, R. (1988): Ereygnisse, Merckwürdigkeyten und Begehbenheyten aus Rödinghausen. Anlässlich der 100jährigen Selbständigkeit des Amtes /der Gemeinde Rödinghausen aus dem bisher unveröffentlichten Material. 2. Auflage. Gemeinde Rödinghausen. Rödinghausen 1988. ISBN 3-9801709-0-X
9. 1 2 3 4 5  Alan Nabring: History of Rödinghausen（2014年3月15日 閲覧）
10. ↑  Martin Bünermann: Die Gemeinden des ersten Neugliederungsprogramms in Nordrhein-Westfalen. Deutscher Gemeindeverlag, Köln 1970, p. 75.
11. ↑  Gemeindestatistik des Landes Nordrhein-Westfalen: Bevölkerungsentwicklung 1816–1871. Statistisches Landesamt Nordrhein-Westfalen, Düsseldorf 1966, pp. 190–194
12. ↑  Gemeindestatistik des Landes Nordrhein-Westfalen: Bevölkerungsentwicklung 1871–1961. Statistisches Landesamt Nordrhein-Westfalen, Düsseldorf 1964, pp. 376–384
13. 1 2  Strukturdaten für Rödinghausen, Landesdatenbank NRW（2014年3月30日 閲覧）
14. ↑  Schüler an allgemeinbildenden Schulen in NRW nach der Religionszugehörigkeitノルトライン＝ヴェストファーレン州情報技術局（2014年3月30日 閲覧）
15. ↑  Kommunalwahlen - Kommunalwahlen am 30.08.2009 - Wahl der Räte der kreisangehörigen Gemeinden - Rödinghausen ノルトライン＝ヴェストファーレン州選挙管理委員会（2014年3月30日 閲覧）
16. ↑  “Bürgermeisterstichwahl Gemeinde Rödinghausen 27.09.2020”. 2022年10月31日閲覧。
17. ↑  Kommunalwahlen - Kommunalwahlen 2004 - Wahl der Bürgermeister(innen) der kreisangehörigen Gemeinden - Rödinghausen ノルトライン＝ヴェストファーレン州選挙管理委員会（2014年3月30日 閲覧）
18. ↑  Kommunalwahlen - Kommunalwahlen am 30.08.2009 - Wahl der Bürgermeister(innen) der kreisangehörigen Gemeinden - Rödinghausen ノルトライン＝ヴェストファーレン州選挙管理委員会（2014年3月30日 閲覧）
19. ↑  “Bürgermeisterwahl Gemeinde Rödinghausen 25.05.2020”. 2022年10月31日閲覧。
20. ↑  Kommunalwahlen - Kommunalwahlen 1999 - Wahl der Räte und der Bürgermeister(innen) der kreisangehörigen Gemeinden - Rödinghausen ノルトライン＝ヴェストファーレン州選挙管理委員会（2014年3月30日 閲覧）
21. ↑  Den Fritschendorfern eine Patengemeinde gegeben, Gemeinde Rödinghausen 2007年10月2日付け（2014年3月30日 閲覧）
22. ↑  ルーカス・シュミーデカンプ: Russischer Musik-Sommer, NW-news.de, 2012年8月27日付け（2014年3月30日 閲覧）
23. ↑  „Wege durch das Land” in Rödinghausen, Osnabrücker Zeitung, 2013年7月3日付け（2014年3月30日 閲覧）
24. ↑  Hertha Koenig-Literaturpreis, Hertha Koenig - Gesellschaft（2014年3月30日 閲覧）
25. ↑  ELSE Lichtspiele（2014年3月30日 閲覧）
26. ↑  Shanty-Chor Bruchmühlen e.V.（2014年3月30日 閲覧）
27. ↑  Die Radreisendatenbank: Radweg - Westfälische Bauernhofroute（2014年3月30日 閲覧）
28. ↑  Unser Kurpark, Gemeinde Rödinghausen（2014年3月30日 閲覧）
29. ↑  LWL-GeodatenKultur:  Gut Böckel, Rödinghausen（2014年3月31日 閲覧）
30. ↑  SV Rödinghausen（2014年4月1日 閲覧）
31. ↑  „Wege durch das Land” in Rödinghausen, Neue Osnabrücker Zeitung.de 2013年7月3日付け（2014年4月1日 閲覧）
32. ↑  Plattdeutsches Kulturfrühstück in der Aula der Gesamtschule, Rödeinghausen 2014年2月28日付け（2014年4月1日 閲覧）
33. ↑  Der Bauernhof um 1870, Artikel in der Neuen Westfälischen, 2006年11月30日付け（2014年3月31日 閲覧）
34. ↑  1.100 leckere Nonnensteine
35. ↑  Niedrigste Arbeitslosenquote im Kreis、2006年12月27日付け（2014年4月1日 閲覧）
36. ↑  Standortzufriedenheit im Kreis Herford - Ergebnisse der Unternehmensbefragung 2003 [リンク切れ]
37. ↑  Standortzufriedenheit im Kreis Herford（2014年4月1日 閲覧）
38. ↑  GfK Kaufkraft 2007 // Gemeinden（2014年4月1日 閲覧）
39. ↑  Eike J. Horstmann: Herford, der Pendler-Magnet, nw-news.de 2012年12月12日付け（2014年4月1日 閲覧）
40. ↑  Entwicklung und Bedeutung des Tourismus in Ostwestfalen Lippe [リンク切れ]